# Liste der Kulturdenkmale in Dölitz-Dösen
Die Liste der Kulturdenkmale in Dölitz-Dösen enthält die Kulturdenkmale des Leipziger Ortsteils Dölitz-Dösen mit den Stadtteilen Dölitz und Dösen, die in der Denkmalliste vom Landesamt für Denkmalpflege Sachsen mit Stand 2017 erfasst wurden.

## Legende
- Bild: Bild des Kulturdenkmals, ggf. zusätzlich mit einem Link zu weiteren Fotos des Kulturdenkmals im Medienarchiv Wikimedia Commons. Wenn man auf das Kamerasymbol klickt, können Fotos zu Kulturdenkmalen aus dieser Liste hochgeladen werden:
- Bezeichnung: Denkmalgeschützte Objekte und ggf. Bauwerksname des Kulturdenkmals
- Lage: Straßenname und Hausnummer oder Flurstücknummer des Kulturdenkmals. Die Grundsortierung der Liste erfolgt nach dieser Adresse. Der Link (Karte) führt zu verschiedenen Kartendiensten mit der Position des Kulturdenkmals. Fehlt dieser Link, wurden die Koordinaten noch nicht eingetragen. Sind diese bekannt, können sie über ein Tool mit einer Kartenansicht einfach nachgetragen werden. In dieser Kartenansicht sind Kulturdenkmale ohne Koordinaten mit einem roten bzw. orangen Marker dargestellt und können durch Verschieben auf die richtige Position in der Karte mit Koordinaten versehen werden. Kulturdenkmale ohne Bild sind an einem blauen bzw. roten Marker erkennbar.
- Datierung: Baubeginn, Fertigstellung, Datum der Erstnennung oder grobe zeitliche Einordnung entsprechend des Eintrags in der sächsischen Denkmaldatenbank
- Beschreibung: Kurzcharakteristik des Kulturdenkmals entsprechend des Eintrags in der sächsischen Denkmaldatenbank, ggf. ergänzt durch die dort nur selten veröffentlichten Erfassungstexte oder zusätzliche Informationen
- ID: Vom Landesamt für Denkmalpflege Sachsen vergebene, das Kulturdenkmal eindeutig identifizierende Objekt-Nummer. Der Link führt zum PDF-Denkmaldokument des Landesamtes für Denkmalpflege Sachsen. Bei ehemaligen Kulturdenkmalen können die Objektnummern unbekannt sein und deshalb fehlen bzw. die Links von aus der Datenbank entfernten Objektnummern ins Leere führen. Ein ggf. vorhandenes Icon  führt zu den Angaben des Kulturdenkmals bei Wikidata.

## Liste der Kulturdenkmale in Dölitz-Dösen
| Bild                                    | Bezeichnung | Lage                                                                                         | Datierung                                                                                                 | Beschreibung | ID       |
| --------------------------------------- | --- | -------------------------------------------------------------------------------------------- | --- | --- | -------- |
| Direkt Bild zu diesem Denkmal hochladen | Mietshaus in offener Bebauung | An der Mühlpleiße 1 (Karte)                                                                  | 1906 (Mietshaus)                                                                                          | historisierende Klinkerfassade, baugeschichtlich von Bedeutung Neubau eines zweigeschossigen Mietshauses anstelle eines eingeschossigen traufständigen Bauernhauses 1906 für Emilie Jentzsch von Architekt Arthur Winter. Die Ziegelfassade sorgfältig mit Putzgliederungen geschmückt, unter anderem Schachbrettmuster in den Fensterbögen des Erdgeschosses. Eingang rückseitig, zwei Wohnungen je Etage. | 09296731 |
| Direkt Bild zu diesem Denkmal hochladen | Mehrfamilienhäuser einer Siedlung, mit Vorgärten und Hofgrün sowie Platzanlage Bei der Krähenhütte | Bei der Krähenhütte 7; 9; 11; 13; 15; 17; 19; 21; 23; 25; 27; 29; 31; 33; 35; 37; 39 (Karte) | 1938–1940 (Wohnhäuser)                                                                                    | weitgehend geschlossen erhaltene Siedlungsanlage (siehe auch: Cröbnerstraße 8–22, Eigenheimstraße 3–7 und 4–10a, Kahlhoffweg 8–16), sogenannte Volkswohnungen, im traditionalistischen Stil der 1930er Jahre, Hofgrün mit altem Gehölzbestand, baugeschichtlich und ortsentwicklungsgeschichtlich von Bedeutung | 09299335 |
| Weitere Bilder                          | Apelstein Nr. 34 (V) | Bornaische Straße (Karte)                                                                    | bezeichnet 1863 (Gedenkstein)                                                                             | Apelstein in Ecklage Leinestraße, neben der ehemaligen Neuen Schule Dölitz (Bornaische Straße 215), Gedenkstein zur Erinnerung an die Kämpfe der Völkerschlacht bei Leipzig 1813, österreichische Truppen unter General Erbprinz von Hessen-Homburg, später von Feldmarschallleutnant Nitz gegen die französischen Stellungen unter Poniatowski, Augereau und Oudinot, geschichtlich von Bedeutung Apelstein Nummer 34: Inschrift Nordseite: „V. Schlacht bey Leipzig 18. October 1813/ 34 / Dr. Theodor Apel 1863“, Südseite: „V. 1. Colonne Erbprinz von Hessen Homburg später General von Nitz 50000 Mann“. Zum 50. Jahrestag der Völkerschlacht veröffentlichte der Leipziger Schriftsteller Dr. Guido Theodor Apel (1811–1867) einen „Führer auf die Schlachtfelder Leipzigs“. Im gleichen Jahr 1863 ließ er auf eigene Ken 44 Gedenksteine setzen, welche die Standorte der an den Schlachten vom 16. bis 19. Oktober 1813 beteiligten Truppen kennzeichneten. Die etwa 1 Meter hohen Sandsteinobelisken geben im oberen Teil die Himmelsrichtungen an, darunter folgt die Angabe der jeweiligen Division oder Colonne, ihrer Mannschaftsstärke und ihres Befehlshabers. Die Steine sind nummeriert und unterscheiden sich in ihrem oberen Abschluss: ungerade Zahlen, halbrunde Bedachung und ein „N“ bezeichnen die Truppen Napoleons, gerade Zahlen, ein spitzes Dach und ein „V“ die Stellung der Verbündeten. | 09296148 |
|                                         | Villa mit Einfriedung und Garten | Bornaische Straße 136 (Karte)                                                                | 1892 (Villa)                                                                                              | Putzbau mit Fachwerkelementen und Turm, historistisches Gebäude im Landhausstil, baugeschichtlich von Bedeutung Nachdem 1892 ein Brand das alte Wohnhaus am damaligen Grenzgraben zu Lößnig, wo sich schon 1861 die Schlachterei des Fleischermeisters Gottfried Giebner befand, zerstört hatte, ließ die Witwe des nunmehrigen Großschlächters und Viehhändlers, der entscheidenden Anteil an der gründerzeitlichen Neubebauung von Lößnig hatte, eine Villa nach Plänen des Leipziger Architekten Max Bischoff erbauen. Das Haus im Landhausstil fügte sich in die Limburgersche Villen- und Parklandschaft, von der es einst umgeben war. LfD 1993/1998 | 09296065 |
| Weitere Bilder                          | Wohnblock in offener Bebauung | Bornaische Straße 139; 141; 143; 145; 147 (Karte)                                            | 1931–1932 (Wohnblock)                                                                                     | einfache Putzfassade durch Staffelgiebel belebt, klinkergerahmte Eingänge, im traditionalistischen Stil der 1920er Jahre, baugeschichtlich von Bedeutung Am 22. Mai 1931 erging der Bauantrag für eine Mietshausgruppe der Gemeinnützigen Baugenossenschaft des vereinigten Baugewerbes für Leipzig und Umgegend eGmbH. Entwerfender Architekt und Bauleiter war Otto Juhrisch, für die Ausführung unterzeichnete Rother im Auftrag des Baugeschäfts Friedrich Emil Stoye. Zunächst waren in jeder Etage drei Vermietungseinheiten mit jeweils um die 39 m² Wohnfläche vorgesehen. Nach Planänderung bei den Häusern 2 und 4, insbesondere die Verlegung der Treppenhäuser von der Straßen- auf die Hofseite betreffend, kamen im Parterre nun jeweils nur zwei Wohnungen mit gut 50 m² zum Einbau und die oberen Etagen erhielten leicht veränderte Anordnungen in der Raumstruktur. Für Juni 1932 sind die Schlußprüfungen aktenkundig. Der heute sanierte Block besitzt einen Klinkersockel und ebenfalls aus Klinkern gefügte breite Rahmungen der Eingangstüren. Die schlichte, axialsymmetrisch konzipierte Fassade ist verputzt, wirkt angenehm hinsichtlich der Fensteranordnungen und wird insbesondere rhythmisiert durch einen Stufengiebel als Abschluss jeweils der straßenseitigen Treppenhäuser bei 139, 143, 147, das erste Haus besitzt einen breiten Durchgang. Zur gediegenen, soliden Ausstattung gehören unter anderem die Treppenhausfenster der Häuser 1, 3, 5 mit farbiger Bleiverglasung. Auf einem Lageplan der Erbauungszeit ist ein zweiter Baublock auf der gegenüberliegenden Straßenseite eingezeichnet, der nicht zur Ausführung kam. Zeugnis des sozialen Wohnungsbaus, ortsentwicklungsgeschichtlich und baugeschichtlich von Bedeutung. LfD/2015 | 09299062 |
| Weitere Bilder                          | Villa (Nr. 142) mit Villengarten, Nebengebäude (Nr. 144, Remise mit Kutscher- und Gärtnerhaus) sowie Gästehaus (Nr. 140, Chalet genannt) | Bornaische Straße 140; 142; 144 (Karte)                                                      | um 1860 (Villa), 1896 (Bedienstetenwohnhaus), 1870 (Gästehaus)                                            | spätklassizistische Villa, Gästehaus (Chalet) im Schweizer Stil, Villa der Kaufmannsfamilie Limburger, gesellschaftlicher Mittelpunkt des Leipziger Musiklebens, hier verkehrten unter anderem Johannes Brahms, baugeschichtlich und ortsgeschichtlich von Bedeutung Sommervilla mit Gästehaus, Stall und Remise in verwildertem Parkgelände. Die Villa, nach dem Erwerb des Grundstücks 1856 durch Paul Bernhard Limburger, Inhaber einer altansässigen Seiden- und Wollhandelsfirma, Stadtrat und italienischer Konsul, um 1860 durch einen unbekannten Baumeister erbaut. Weit von der Straße zurückgesetzt hinter einem von den Auffahrten umschlossenen Rondell, zeigt der Bau die typischen kargen Formen des späten Klassizismus der Jahrhundertmitte. Der regelmäßige Grundriss: Mittelrisalit mit Vorhalle, dahinter das runde Vestibül und der Gartensaal, zeigt das bekannte Schema der Palladio-Nachfolge, auch die dreigeteilten Fenster im Erdgeschoss verwenden das Palladio-Motiv. Auf den Postamenten zwischen den Pfeilern der Vorhalle standen Statuen, der Dachaufbau über dem Mittelrisalit war möglicherweise mit einem Dreiecksgiebel abgeschlossen. Erhalten ist die Eingangstür mit rosettengeschmücktem Rhombengitter aus der Erbauungszeit. Die Gartenseite mit großer Halbrund-Terrasse über dem zur Mühlpleiße hin abfallenden Gelände und einem auf schlanke gusseisernen Säulen gestützten Balkon zwischen zwei polygonalen Vorbauten ist weniger streng. Hier sind Reste von Wandmalereien im pompejanischen Stil zu erkennen. Auf der Terrasse eine kannelierte und mit Rosetten versehene Blumenschale und zwei Stelen mit verwitterten Inschriften (aus dem Löhr'schen Park). An der Straße das sogenannte Chalet, ein als Gästehaus errichtetes Häuschen im Schweizerstil mit Zierfachwerk, hölzernem Laubengang und Außentreppe (1870 von Julius Mosenthin) sowie das um 1896 umgebaute Stall- und Remisengebäude an der südlichen Grundstücksgrenze. Die Villa war zu Zeiten von Jacob Bernhard und Paul Bernhard Limburger, die beide Mitglieder der Gewandhaus-Konzertdirektion waren, gesellschaftlicher Mittelpunkt des Leipziger Musiklebens, hier verkehrten unter anderem Johannes Brahms und der Gewandhaus-Kapellmeister Karl Reinecke. | 09296063 |
|                                         | Villa (Nr. 146) mit Garten und Einfriedung sowie Nebengebäude (Nr. 148) | Bornaische Straße 146; 148 (Karte)                                                           | im Kern 1771 (Nummer 146, Landhaus), Umbau 1863–1864 (Nummer 146, Villa), 1864 (Nummer 148, Nebengebäude) | ehemaliges Sommerhaus des Malers Adam Friedrich Oeser (1717–1799) im Dorf Dölitz, Oeser war Direktor der Leipziger Kunstakademie, in Um- und Neubauten die Reste des ehemaligen, 1864 erweiterten Oeser-Hauses von 1771, villenartiger Putzbau, Nebengebäude mit Anklänge an den Schweizerstil, ortsgeschichtlich von Bedeutung „Auf der Flöße“ baute der Maler und Direktor der Leipziger Kunstakademie Adam Friedrich Oeser 1771 sein Dölitzer Sommerhaus. 1859 erwarb der Leipziger Kaufmann und Rittergutsbesitzer Julius Harck, Vater des Kunstsammlers und Stifters Fritz von Harck, das Grundstück (Nummer 146) mit dem wahrscheinlich bereits veränderten Oeser-Haus und ließ 1864 auf dem dazuerworbenen Nachbargrundstück (Nummer 148) durch Maurermeister Pausch ein Seitengebäude mit Pferdestall, Gärtnerwohnung und Kutscherstube errichten. Während letzteres fast unverändert erhalten blieb, ist das Oeser-Haus (mit Plafondmalereien) wahrscheinlich schon von Harck, 1883 noch einmal von dem neuen Besitzer Otto Weickert umgebaut und 1944 weitgehend zerstört worden. An dem erhaltenen Seitenflügel zur Straße hin lassen sich Putzgliederungen erkennen, die in die 1860er Jahre zu datieren sind. | 09296787 |
| Direkt Bild zu diesem Denkmal hochladen | Wohnhaus in offener Bebauung | Bornaische Straße 151 (Karte)                                                                | um 1860 (Wohnhaus)                                                                                        | einfache Putzfassade, Anklänge an den Schweizerstil, Gebäude zurückspringend im Straßenraum, ortsentwicklungsgeschichtlich von Bedeutung Das kleine, heute vom historistisch geprägten Straßenraum zurückstehende Wohnhaus in offener Bebauung wurde um 1860 erbaut. Eine Glattputzfassade mit einfacher Gliederung und Anklänge an den Schweizerstil charakterisieren das zweigeschossige Gebäude. Mit dem Jahr 1879 setzt die Bauakte ein: dem Neubauvorhaben eines Stalles sowie Umbau einer Wohnung zu Werkstatträumen. Als Auftraggeber fungierte Grundstücksbesitzer und Schuhmachermeister Friedrich Hecking. 1919 übernahm Brunnenbaumeister Heinrich Alwin Steiger das Grundstück, Ende 1940 Anna Helene verw. Steiger geb. Eichhorn mit drei Miteigentümern. Ein Bauantrag 1995 betraf rückwärtige Gebäude auf dem schmalen, aber recht tiefen Grundstück, das Vorderhaus steht seit Jahren leer. Auch im teilsanierten Zustand zeigt das Haus mit Vorgarten deutlich eine Ausprägung der vorgründerzeitlichen Bebauung in Dölitz, von Interesse ist es auch im Zusammenhang mit der ebenfalls aus der 1. Hälfte des 19. Jahrhunderts stammenden Bebauung der gegenüberliegenden Straßenseite. Als Zeugnis der vorgründerzeitlichen Bebauungsstruktur besitzt das Haus einen baugeschichtlichen Wert. LfD/2017 | 09264067 |
|                                         | Mietshaus in halboffener Bebauung in Ecklage | Bornaische Straße 154 (Karte)                                                                | 1905 (Mietshaus)                                                                                          | mit Eckladen, historistische Klinkerfassade, baugeschichtlich und ortsentwicklungsgeschichtlich von Bedeutung Eckhaus zur Straße An der Mühlpleiße, 1905 vom Architekten Arthur Riehl für Otto Thierbach gebaut. Gelbe Ziegelverblendung über ehemals mit horizontaler Spundierung versehenem Erdgeschoss mit Eckladen. Fensterrahmung und Türblatt in angedeuteten Jugendstilformen | 09296766 |
|                                         | Mietshaus in halboffener Bebauung in Ecklage | Bornaische Straße 157 (Karte)                                                                | bezeichnet 1904 (Mietshaus)                                                                               | mit Eckladen (ehemals Ausflugsgaststätte), historistische Klinkerfassade, jugendstilige Ornamentik, baugeschichtlich und ortsentwicklungsgeschichtlich von Bedeutung Nummer 157 und Nummer 159: 1904 ließ der Gastwirt Paul Mucke durch den Architekten Hermann Fischer das Eckgebäude erbauen, in dem sich die zur Freiherrlich von Friesenschen Gartendirektion Rötha gehörende Obstweinschänke befand. Anstoßend zur Giebnerstraße befand sich der große Biergarten mit Konzertkollonnaden und Kegelbahn. Das benachbarte, ebenfalls Mucke gehörende Wohnhaus war 1896 von Baumeister Richard Hofmann für den Bauunternehmer Hermann Gey gebaut worden. | 09296130 |
|                                         | Mietshaus in halboffener Bebauung | Bornaische Straße 158 (Karte)                                                                | 1912 (Mietshaus)                                                                                          | mit Tordurchfahrt und Laden, einfache Putzfassade, im Reformstil der Zeit um 1910, baugeschichtlich von Bedeutung Nach Abbruch eines Bauernhauses 1912 von Mauermeister Otto Kühnast erbautes Mietshaus mit Laden (Fleischerei) und Durchfahrt zu der im Hof befindlichen Schlächterei. Über durchgehend spundiertem Erdgeschoss die Achsen in den Obergeschossen vertikal zusammengefasst. Links vierachsiger Dachaufbau. LfD/1998 | 09296767 |
| Direkt Bild zu diesem Denkmal hochladen | Mietshaus in halboffener Bebauung | Bornaische Straße 159 (Karte)                                                                | 1896 (Mietshaus)                                                                                          | historistische Klinkerfassade mit Mittelerker, baugeschichtlich von Bedeutung Nummer 157 und Nummer 159: 1904 ließ der Gastwirt Paul Mucke durch den Architekten Hermann Fischer das Eckgebäude erbauen, in dem sich die zur Freiherrlich von Friesenschen Gartendirektion Rötha gehörende Obstweinschänke befand. Anstoßend zur Giebnerstraße befand sich der große Biergarten mit Konzertkollonnaden und Kegelbahn. Das benachbarte, ebenfalls Mucke gehörende Wohnhaus war 1896 von Baumeister Richard Hofmann für den Bauunternehmer Hermann Gey gebaut worden. | 09296129 |
|                                         | Mietshaus in offener Bebauung | Bornaische Straße 164 (Karte)                                                                | 1895 (Mietshaus)                                                                                          | ehemals mit Laden, historistische Klinkerfassade, baugeschichtlich von Bedeutung Wilhelm Penndorf zeichnet 1895 als „Bauender“ für das dreigeschossige Mietshaus mit ausgebautem Mansardgeschoss. Das gequaderte Erdgeschoss (ehemals mit original erhaltenem Schaufenster eines Ladens) ist vom ziegelverblendeten Obergeschoss durch ein dekoriertes friesartiges Gesims getrennt, die Mittelachse wird durch Dreiecksbedachungen hervorgehoben. | 09296774 |
|                                         | Mietshaus in geschlossener Bebauung, mit zwei Nebengebäuden im Hof sowie Hofpflasterung | Bornaische Straße 168 (Karte)                                                                | 1901–1902 (Mietshaus), 1901–1902 (Waschhaus), 1901–1902 (Stall), 1901 (Pflaster)                          | Vorderhaus mit Laden und Tordurchfahrt, repräsentative Klinker-Putz-Fassade im Stil des Späthistorismus, baugeschichtlich von Bedeutung 1901 nach Plänen des Architekten Arthur Riehl für Johanna Neubauer errichtetes dreigeschossiges Mietshaus mit ausgebautem Dachgeschoss, dessen Fenster-Vorderfronten sorgfältig im Landhausstil holzverblendet sind. Auch die Fassade zeigt im Wechsel von Putz und roten Ziegeln, dem Wellenband-Fries und Konsolgesims eine etwas aufwendigere Gestaltung. Die Toreinfahrt und die Fenster mit Jalousiekästen sind original erhalten. Im Hof stehen an der südlichen Grundstücksgrenze ein Waschhaus, gegenüber ein Stallgebäude der gleichen Bauzeit. LfD/1998, 2018 | 09296775 |
|                                         | Wohnstallhaus eines Bauernhofes | Bornaische Straße 169 (Karte)                                                                | um 1800 (Wohnstallhaus)                                                                                   | alte Dorflage Dölitz, mit verputztem Fachwerkobergeschoss und einseitigem Krüppelwalmdach, in rückwärtiger Lage, baugeschichtlich und ortsgeschichtlich von Bedeutung Letztes der einst drei stattlichen zweigeschossigen Wohnstallhäuser, die hier auf langen schmalen Grundstücken an der Bornaischen Straße südlich der Friederikenstraße standen. Ursprünglich gehörten dazu querstehende Scheunen. Die Datierung dieser giebelständigen Fachwerk/Lehmwellerhäuser mit den charakteristischen dreiachsigen Giebeln unter Krüppelwalmdach ist noch ungeklärt, möglich ist ihre Entstehung im 18. Jahrhundert, jedoch wurde dieser Haustyp auch noch im frühen 19. Jahrhundert gebaut. | 09296201 |
|                                         | Fassade eines Gasthauses (Nr. 170) mit Saalbau (Nr. 172) sowie rückwärtige Pflasterung | Bornaische Straße 170; 172 (Karte)                                                           | vor 1540, urkundlich (Gasthof), 1867 (Saal)                                                               | alte Dorflage Dölitz, ehemaliger Tanzsaal mit repräsentativer Putzfassade mit hohen Rundbogenfenstern, Lisenengliederung und Frauenköpfen in Medaillons, im Stil des Historismus, baugeschichtlich und ortsgeschichtlich von Bedeutung Vom alten Dorfkretscham „Zum Reiter“, 1459 urkundlich erwähnt, 1541 zusammen mit Rittergut und Mühle den Brüdern von Crewitz als Lehen gegeben, sind nur noch die Umfassungsmauern des Erdgeschosses geblieben. Der südlich angebaute Tanzsaal von 1867 jedoch ist trotz Leerstands mit seiner lisenengegliederten Fassade, feiner Stuckdekoration und den Medaillons mit vollplastischen Frauenköpfen unverändert erhalten. Der Hof wurde 1896 zu einem Biergarten mit Kolonnaden, Kegelbahn und Konzertpavillon umgestaltet und trug damit der wachsenden Beliebtheit des Dorfes als Ausflugsziel Rechnung. Die Gaststätte ist seit 1920 stillgelegt, die Hofgebäude sind nicht erhalten. LfD/1998 | 09296634 |
|                                         | Mietshaus in halboffener Bebauung | Bornaische Straße 174 (Karte)                                                                | 1911 (Mietshaus)                                                                                          | mit Hausdurchgang und Laden, sparsam dekorierte Putzfassade mit Erker, im Reformstil der Zeit um 1910, baugeschichtlich von Bedeutung Das dreigeschossige Mietshaus mit Laden wurde 1911 durch den Architekten Moritz Eulitz errichtet, der es danach auch von den ausführenden Maurer- und Zimmermeistern Mätzschker und Prang kaufte. Schlichte, zeittypische Fassadengestaltung mit flachen Lisenen über spundiertem Erdgeschoss und Putzrelief am Erker als einzigem Fassadenschmuck. | 09296788 |
| Direkt Bild zu diesem Denkmal hochladen | Wohnhaus in halboffener Bebauung mit Vorgarten | Bornaische Straße 175 (Karte)                                                                | um 1830/1840 (Wohnhaus)                                                                                   | alte Dorflage Dölitz, biedermeierliches Wohnhaus, schlichte Putzfassade mit Mansarddach, baugeschichtlich von Bedeutung Nummer 175, 177, 179: Die Gruppe von drei fünfachsigen, traufständigen Häusern hebt sich deutlich von den ursprünglich in der Bornaischen Straße dominierenden giebelständigen Wohnstallhäusern ab. Sie entstand wahrscheinlich in der Zeit nach den Bränden vom Oktober 1813. Bis auf die Veränderungen in der Erdgeschosszone von Nummer 179 sind sie fast unverändert erhalten, selbst die Vorgärten deuten noch die ursprüngliche Situation an. Der Grundriss unterscheidet sich von den älteren Bauernhäusern: Der Eingang ist asymmetrisch angeordnet, auf einer Seite des durchgehenden Flures befanden sich Stube, Kammer und Küche, auf der anderen eine Waschküche und das hofseitige Treppenhaus. Bei Nummer 177 befand sich links im Erdgeschoss die Waschküche. In Nummer 179 wurde 1901 mit rückseitigen Anbauten, Kolonnaden und Biergarten das Gartenrestaurant „Zum Park“ eröffnet. | 09296205 |
|                                         | Mietshaus in offener Bebauung in Ecklage, mit Postamt und mit Einfriedung zur Matzelstraße | Bornaische Straße 176 (Karte)                                                                | 1909 (Mietshaus)                                                                                          | Klinker-Putz-Fassade, im Reformstil der Zeit um 1910, baugeschichtlich und ortsgeschichtlich von Bedeutung An der Ecke der neu projektierten ehemaligen Crewitz- heute Matzelstraße ließ der Maurermeister und Bauunternehmer Otto Kühnast 1909 den von Beginn an als Postamt genutzten Neubau errichten. Das Erdgeschoss ursprünglich bis zum Bogenansatz der großen Korbbogenfenster mit durchgehender Horizontalnutung, die Obergeschosse in gelber Ziegelverblendung. Über dem abgeschrägten Eckrisalit ein Dachaufbau. LfD/1998 | 09296771 |
| Direkt Bild zu diesem Denkmal hochladen | Wohnhaus in geschlossener Bebauung mit Vorgarten | Bornaische Straße 177 (Karte)                                                                | um 1830/1840 (Wohnhaus)                                                                                   | alte Dorflage Dölitz, biedermeierliches Wohnhaus, schlichte Putzfassade mit Satteldach, baugeschichtlich von Bedeutung Nummer 175, 177, 179: Die Gruppe von drei fünfachsigen, traufständigen Häusern hebt sich deutlich von den ursprünglich in der Bornaischen Straße dominierenden giebelständigen Wohnstallhäusern ab. Sie entstand wahrscheinlich in der Zeit nach den Bränden vom Oktober 1813. Bis auf die Veränderungen in der Erdgeschosszone von Nummer 179 sind sie fast unverändert erhalten, selbst die Vorgärten deuten noch die ursprüngliche Situation an. Der Grundriss unterscheidet sich von den älteren Bauernhäusern: Der Eingang ist asymmetrisch angeordnet, auf einer Seite des durchgehenden Flures befanden sich Stube, Kammer und Küche, auf der anderen eine Waschküche und das hofseitige Treppenhaus. Bei Nummer 177 befand sich links im Erdgeschoss die Waschküche. In Nummer 179 wurde 1901 mit rückseitigen Anbauten, Kolonnaden und Biergarten das Gartenrestaurant „Zum Park“ eröffnet. | 09296204 |
| Direkt Bild zu diesem Denkmal hochladen | Wohnhaus in offener Bebauung | Bornaische Straße 178 (Karte)                                                                | 1816 Dendro (Wohnhaus)                                                                                    | alte Dorflage Dölitz, regionaltypisches ländliches Wohnhaus, drei Jahre nach der Völkerschlacht bei Leipzig errichtet, Lehm-Erdgeschoss, Obergeschoss Fachwerk verputzt, Satteldach, baugeschichtlich von Bedeutung Das zweigeschossige, fünfachsige Wohnhaus mit verputztem Fachwerk-Obergeschoss traufständig und in seiner Fluchtlinie abweichend vom Straßenverlauf. Dies und ein noch erkennbarer ehemaliger mittiger Eingangsvorbau deuten darauf hin, dass das Haus vor der Straßenverbreiterung hinter einem Vorgarten zurückgesetzt stand. Bereits 1878 und noch heute im Besitz des Handelsgärtners Moritz, entstand es wohl Mitte des 19. Jahrhunderts. Besitz des Handelsgärtners Moritz. LfD/1998 | 09296770 |
| Direkt Bild zu diesem Denkmal hochladen | Wohnhaus in halboffener Bebauung | Bornaische Straße 179 (Karte)                                                                | um 1830/1840 (Wohnhaus)                                                                                   | alte Dorflage Dölitz, biedermeierliches Wohnhaus, schlichte Putzfassade mit Dachhäuschen im Satteldach, baugeschichtlich von Bedeutung Nummer 175, 177, 179: Die Gruppe von drei fünfachsigen, traufständigen Häusern hebt sich deutlich von den ursprünglich in der Bornaischen Straße dominierenden giebelständigen Wohnstallhäusern ab. Sie entstand wahrscheinlich in der Zeit nach den Bränden vom Oktober 1813. Bis auf die Veränderungen in der Erdgeschosszone von Nummer 179 sind sie fast unverändert erhalten, selbst die Vorgärten deuten noch die ursprüngliche Situation an. Der Grundriss unterscheidet sich von den älteren Bauernhäusern: Der Eingang ist asymmetrisch angeordnet, auf einer Seite des durchgehenden Flures befanden sich Stube, Kammer und Küche, auf der anderen eine Waschküche und das hofseitige Treppenhaus. Bei Nummer 177 befand sich links im Erdgeschoss die Waschküche. In Nummer 179 wurde 1901 mit rückseitigen Anbauten, Kolonnaden und Biergarten das Gartenrestaurant „Zum Park“ eröffnet. | 09296203 |
|                                         | Wohnhaus mit Schmiede (Nr. 181) und Scheune (Nr. 183) | Bornaische Straße 181; 183 (Karte)                                                           | um 1870 (Schmiede)                                                                                        | alte Dorflage Dölitz, ehemalige Hufschmiede des Ortes, bis 1993 mit originaler Ausstattung (Schmiedefeuer mit Esse und Amboss), schlichter Putzbau mit Satteldach, ortsgeschichtlich von Bedeutung | 09296202 |
| Direkt Bild zu diesem Denkmal hochladen | Wohnhaus in offener Bebauung (heute Kindergarten) und Pavillon | Bornaische Straße 182c (Karte)                                                               | 1934–1935 (Wohnhaus), 1906 (Pavillon)                                                                     | das Wohnhaus im traditionalistischen Stil der 1930er Jahre, ehemals auch älteres Landhaus von 1821 an der Straße (Abbruch 2014), baugeschichtlich und ortsentwicklungsgeschichtlich von Bedeutung | 09296210 |
| Direkt Bild zu diesem Denkmal hochladen | Wohnhauszeile (Anschrift: Helenenstraße 44–50 mit Bornaischer Straße 184a und 186a), mit Vorgärten an der Bornaischen Straße, seitlicher Einfriedung an der Helenenstraße sowie begrüntem Innenhof | Bornaische Straße 184a; 186a (Karte)                                                         | 1929–1930 (Wohnanlage)                                                                                    | Putzfassade mit Ziegelsockel und Ziegelrahmung der Eingänge, im traditionalistischen Stil der 1920/1930er Jahre, baugeschichtlich von Bedeutung Helenenstraße 44–50 und Bornaische Straße 184a, 186a: Wohnanlage „Tannenhof“, 1929 bis 1931 im Auftrag der „Stiftung für deutsche Volks- und Kulturbodenforschung“ auf dem Areal des ehemaligen Dodelschen Parkes errichtet. Die 1930 vollendete Reihe an der Helenenstraße, die den mauerumgebenen Garten des ehemaligen Wirtschaftsgebäudes Nummer 36 rückseitig umfasst, entstand nach Entwürfen von Alfred Bischoff (44, 46) und Adolf Warnstorff (44 a–c). An sie schließt sich der Ecktrakt Bornaische Straße 184/184a an und hinter einer Baulücke (in der ursprünglich noch ein Gebäude von 1862 stand) Bornaische Straße 186a, beide von Adolf Warnstorff 1931 vollendet, nachdem die Anlage bereits 1931 von der „Gemeinnützigen Baugenossenschaft des vereinigten Baugewerbes für Leipzig und Umgebung“ übernommen worden war. Die langgestreckten Straßenfronten erscheinen sehr geschlossen. Über den Ziegelsockeln mit den typischen hochgestellten Kellerluken und den profilierten Ziegelrahmungen der Eingänge sind die Flächen nur durch die quadratisch gesprossten Fenster belebt. Ein schräggestellter Ecktrakt mit horizontaler Bänderung und Eckrisaliten verbindet die rechtwinklig zueinander stehenden Fronten. Die zum parkartigen großen Hofgelände gewandten Gebäuderückseiten sind mit angesetzten Veranden auf kräftigen Ziegelpfeilern offener gestaltet. Die unterschiedlich großen Gebäudeteile enthalten Drei- und Vier-Zimmer-Wohnungen zwischen 63 und 104 m² Größe (siehe auch Bornaische Straße 200 a–c und 202 a–c). | 09296132 |
| Direkt Bild zu diesem Denkmal hochladen | Brunnen | Bornaische Straße 186b (bei) (Karte)                                                         | um 1900 (Brunnen)                                                                                         | mit großem kreisrunden Wasserbecken, Sandstein, Schalenfuß aus Granit, im ehemaligen Dodelschen Park, die Villa des Kaufmanns Friedrich Dodel 1935 abgebrochen, ortsgeschichtlich von Bedeutung | 09299757 |
| Direkt Bild zu diesem Denkmal hochladen | Pavillon | Bornaische Straße 198b (bei) (Karte)                                                         | 1898 (Pavillon)                                                                                           | im ehemaligen Dodelschen Park, in Form eines Rundtempels (Monopteros), die Villa des Kaufmanns Friedrich Dodel 1935 abgebrochen, baugeschichtlich und ortsgeschichtlich von Bedeutung Zwischen dem hinteren Baublock und dem ebenfalls von Juhrich entworfenen Studentenheim befindet sich – als letzter Rest des einst mit mehreren Parkbauten ausgestatteten Dodelschen Parks – ein Rundtempel vom Typ eines Monopteros, errichtet 1898. | 09301093 |
| Direkt Bild zu diesem Denkmal hochladen | Wohnhauszeile als Teil einer Wohnanlage (mit Bornaischer Straße 200b–202c), mit seitlicher Einfriedung, Vorgärten an der Bornaischen Straße und begrüntem Innenhof | Bornaische Straße 200; 200a; 202; 202a (Karte)                                               | 1929–1930 (Mehrfamilienwohnhaus)                                                                          | Putzfassade mit Ziegelsockel und profilierter Ziegelrahmung der Eingänge, im traditionalistischen Stil der 1920/1930er Jahre, baugeschichtlich von Bedeutung 200, 200 a-c, 202, 202 a-c: Zwei hintereinander angeordnete dreigeschossige Baublöcke auf hohem Ziegelsockel, im Auftrag der „Baugenossenschaft des vereinigten Baugewerbes für Leipzig und Umgebung“ 1929–1930 nach Plänen von Otto Juhrich errichtet. Die äußere Gestaltung ist den gleichzeitig entstandenen Bauten des „Tannenhofes“ angeglichen (s. Helenstraße 44–50), nur ist die Front des an der Straße stehenden Baublocks durch leicht vorkragende Erkerloggien rhythmisiert. Auch hier sind die Rückseiten mit Veranden auf Ziegelpfeilern geöffnet. Zwischen dem hinteren Baublock und dem ebenfalls von Juhrich entworfenen Studentenheim befindet sich – als letzter Rest des einst mit mehreren Parkbauten ausgestatteten Dodelschen Parks – ein Rundtempel vom Typ eines Monopteros, errichtet um 1896. | 09296133 |
| Direkt Bild zu diesem Denkmal hochladen | Wohnhauszeile als Teil einer Wohnanlage (mit Bornaischer Straße 200–202a), mit begrüntem Innenhof | Bornaische Straße 200b; 200c; 202b; 202c (Karte)                                             | 1929–1930 (Mehrfamilienwohnhaus)                                                                          | Putzfassade mit Ziegelsockel und ornamentaler Ziegeleinfassung der Eingänge, im traditionalistischen Stil der 1920/1930er Jahre, baugeschichtlich von Bedeutung s. Nummer 200a/b | 09296134 |
| Direkt Bild zu diesem Denkmal hochladen | Mietshaus in halboffener Bebauung | Bornaische Straße 209 (Karte)                                                                | 1912 (Mietshaus)                                                                                          | ehemals mit Laden, einfache Putzfassade, mit Bürgerstraße 2 zusammengebaut, im Reformstil, ortsentwicklungsgeschichtlich von Bedeutung Nummer 209 und Nummer 211: Beide dreigeschossigen Mietshäuser mit übergiebeltem viergeschossigen Seitenrisalit nach gleichem Schema errichtet und formal jeweils an die Eckbauten zur Giebnerstraße angeschlossen. Nummer 209 1912 von Architekt Paul Germanns für Richard Welker, Nummer 211 von H. Verger für Maurermeister Franz Otto Schröter erbaut und mit einem von dorischen Säulen in rotem Porphyr flankiertem Eingang. | 09296768 |
| Weitere Bilder                          | Sachgesamtheitsbestandteil der Sachgesamtheit agra-Park, mit den Einzeldenkmalen (Obj. 09304154, Markkleeberg, OT Markkleeberg, Raschwitzer Straße 11–13): Parkgaststätte (Anschrift: Im Dölitzer Holz 20) und Skulpturen im Park (Obj. 09302189, Im Dölitzer Holz 20), weiterhin die Parkanlage sowie als Sachgesamtheitsteile: Ausstellungshallen 11 und 13 (Anschrift: Bornaische Straße 210) und Wandbilder am ehemaligen Klubhaus und an der Buchhandlung | Bornaische Straße 210 (Karte)                                                                | 1948–1959, im Kern älter (Parkanlage), 1960–1961 (Ausstellungshallen 11 und 13), 1960er Jahre (Mosaike)   | einst Bestandteil des Herfurthschen Parkes in Markkleeberg, ortsgeschichtliche, kulturgeschichtliche, gesellschaftsgeschichtliche, gartenkünstlerische und landschaftsgestaltende Bedeutung | 09296238 |
| Direkt Bild zu diesem Denkmal hochladen | Zwei Ausstellungshallen 11 und 13 (agra-Messehallen) | Bornaische Straße 210 (Karte)                                                                | 1960–1961                                                                                                 | Die beiden Ausstellungsgebäude sind Bestandteil des agra-Geländes (ehemals Landwirtschaftsausstellung der DDR mit Beteiligung von RGW-Staaten) und besitzen eine ortsentwicklungs-, bau-, kultur- und gesellschaftsgeschichtliche Bedeutung | 09307386 |
| Direkt Bild zu diesem Denkmal hochladen | Klubhaus mit Terrasse, zugehöriger Treppe und Giebelmosaik sowie Bibliothek mit Wandbild | Bornaische Straße 210 (Karte)                                                                | Ende 1950er Jahre (Klubhaus); 1960er Jahre (Mosaike)                                                      | Klubhaus mit Satteldach, wandhohen Fenstern und Wandmosaik am südlichen Giebel, dort vorgelagerter Terrasse und Treppe, im Norden gegenüberliegende eingeschossige Bibliothek mit Mosaik an der östlichen Traufseite, orts-, kultur- und gesellschaftsgeschichtliche Bedeutung | 09307387 |
| Direkt Bild zu diesem Denkmal hochladen | Mietshaus in halboffener Bebauung | Bornaische Straße 211 (Karte)                                                                | 1911–1912 (Mietshaus)                                                                                     | einfache Putzfassade, Reformstil, ortsentwicklungsgeschichtlich von Bedeutung Nummer 209 und Nummer 211: Beide dreigeschossigen Mietshäuser mit übergiebeltem viergeschossigen Seitenrisalit nach gleichem Schema errichtet und formal jeweils an die Eckbauten zur Giebnerstraße angeschlossen. Nummer 209 erbaut 1912 von Architekt Paul Germanns für Richard Welker, Nummer 211 von H. Verger für Maurermeister Franz Otto Schröter errichtet und mit einem von dorischen Säulen in rotem Porphyr flankiertem Eingang. Ausgeführt wurde das im November 1911 eingereichte Baugesuch im Jahr 1912, durch den Connewitzer Maurerpolier Franz Otto Schröter, der zugleich als Bauherr auftrat. Entwurf und Bauleitung hatte Architekt H. Nerger inne. Nach Planänderung, nun unter Verzicht auf einen Laden mit Bäckerei und Gesellenstube, sollten zwei Wohnungen in jeder Etage mit zwei Stuben, Kammer, Küche nebst Austritt eingerichtet werden sowie die Waschküche unterm Dach. Das dreiachsige Zwerchhaus verweist auf eine hier situierte Wohnung. Am Bau beteiligt war auch das Büro für Architektur und Bauausführung Moritz H. Eulitz. Eine 1918 beantragte und im Folgejahr genehmigte zweite Wohnung im Dachgeschoss „als Notwohnung ... unter Bewilligung einer Ausnahme von den Bestimmungen ... des Ortsgesetzes“ kam nicht zur Ausführung. Die in den Obergeschossen quasi schmucklose Reformstilfassade wird im unteren Bereich von einem aufwendigeren Quadersockel aus Rochlitzer Porphyrtuff, dem Stockgesims und einer Haustürrahmung in antiker Formensprache mit dorischen Säulen geprägt, Teile der Ausstattung (Stucktonne im Eingangsbereich und hölzernes Treppenhaus) sowie die qualitätvolle zweiflüglige Eingangstür sind erhalten. LfD/2014 | 09296769 |
| Direkt Bild zu diesem Denkmal hochladen | Ehemalige Schule, mit begrüntem Schulfreiraum und Einfriedung | Bornaische Straße 215 (Karte)                                                                | 1883 (Schule)                                                                                             | von der Straße zurückgesetzter Bau, einfache Putzfassade mit Bruchsteinsockel, ortsgeschichtlich von Bedeutung Für die Gemeinde Dölitz erbaute der Architekt Moritz Eulitz 1883 die neue Schule. Der schlichte Kastenbau, nur durch einen Mittelrisalit mit Uhrengiebel gegliedert, besaß ursprünglich eine Ziegelfassade mit breiten horizontalen Putzstreifen. 1905 wurde die Schule zum Rathaus umfunktioniert, die Obergeschosse wurden zu Wohnungen und an die Südseite schloss sich ein neugebautes Spritzenhaus. Seit 1952 geschütztes Heim der evangelischen Kirche. | 09296126 |
| Direkt Bild zu diesem Denkmal hochladen | Mietshaus in offener Bebauung in Ecklage | Bornaische Straße 219 (Karte)                                                                | 1898 (Mietshaus)                                                                                          | mit seitlicher Toreinfahrt, historisierende Klinker-Putz-Fassade, Eckbetonung durch erhöhten Eckbau und Balkons, ehemals im ersten Stock Geschäftsstelle eines Konsumvereins, baugeschichtlich und städtebaulich von Bedeutung Der Gemeindevorstand Oskar Manicke beantragt 1898 den Bau eines Wohnhauses mit Restauration und Wartehalle für die Haltestelle der Großen Leipziger Straßenbahn, deren Endstation hier geplant war. Der Architekt Max Bischoff schuf die Baupläne für das Eckgebaüde zur Newtonstraße, das durch den Verlust der zierlichen Eckbalkons, des Zierfachwerks im Eckaufbau und der Nutung im Erdgeschoss in seiner Wirkung beeinträchtigt ist. In der „verbrochenen Ecke“ befand sich der Eingang der Restauration „Zur Altenburg“, zu der eine Schlächterei im Hof, eine Bäckerei mit Laden und ein Biergarten nebst Kegelbahn gehörte. | 09296125 |
| Direkt Bild zu diesem Denkmal hochladen | Mietshaus in offener Bebauung in Ecklage | Bornaische Straße 221 (Karte)                                                                | 1911 (Mietshaus)                                                                                          | mit Laden, Eckbetonung, sparsam dekorierte Putzfassade mit Fachwerkelementen und Erker, im Reformstil der Zeit um 1910, baugeschichtlich und städtebaulich von Bedeutung 1911 vom Architekten Alfred Ludwig für den Brunnenbauer- meister Steiger erbaut. Wie der gegenüberliegende Bau verwendet auch dieser die für Ecklösungen verbindlichen Standards: Abschrägung und Eingang zum Laden (gegenüber: Schankwirtschaft), Betonung des Ecktrakts durch Erker (statt Balkons) und Dachaufbauten. Gerade im Vergleich zum gegenüberliegenden, 13 Jahre älteren Eckhaus werden jedoch die Gestaltungsprinzipien des beginnenden 20. Jahrhunderts deutlich: dem vertikalen Fassadenaufbau steht eine spannungsvollere Verteilung von Flächen und Körpern in Fassade und Dachlandschaft gegenüber. | 09296124 |
| Weitere Bilder                          | Zwei Straßenbahndepots | Bornaische Straße 229 (Karte)                                                                | um 1913 (Straßenbahndepot), um 1913 (Straßenbahndepot)                                                    | ältere nördliche Straßenbahnhalle in Fachwerkkonstruktion (nur noch zwei Joche erhalten) und neuere Doppelhalle in Stahlbetonkonstruktion, technisches Denkmal, Bedeutung für die Volksbildung und die Verkehrsgeschichte in Leipzig | 09263550 |
| Weitere Bilder                          | Handschwengelpumpe mit Brunnenschacht und Abdeckplatte | Bürgerstraße (Karte)                                                                         | 1914 (Handschwengelpumpe)                                                                                 | in Nähe Einmündung Bornaische Straße, gusseiserne Pumpe Typ Kleiner Löwe, ortsgeschichtlich von Bedeutung Gusseiserne Handschwengelpumpe des Typs Kleiner Löwe in Nähe der Einmündung in die Bornaische Straße. Der Aufsatz fehlt. Um 1910. | 09296178 |
|                                         | Mietshaus in halboffener Bebauung in Ecklage, mit seitlicher Toreinfahrt | Bürgerstraße 1 (Karte)                                                                       | bezeichnet 1913 (Mietshaus)                                                                               | mit Laden, Ecke ursprünglich mit Balkons, sparsam dekorierte Putzfassade, Reformstil, ortsentwicklungsgeschichtlich von Bedeutung Nummer 1 und Nummer 2: Beide Eckhäuser, jeweils zusammen mit den anstoßenden Bauten an der Bornaischen Straße errichtet (Nummer 209 und 211), in der Gestaltung aufeinander bezogen. In ihrer kubischen Massigkeit typisch für den zum Monumentalen tendierenden Stil um 1914, wobei Nummer 2 (1913 von Architekt Verger für Maurermeister Schröter) mit gedrungenem Mansarddach, breiten Kastenfenstern und den bogigen Formen von Eckbalkons, Treppe, Schaufenstern und Dachgaupen diese Haltung konsequenter durchsetzt. Nummer 1 (1914 von Richard Teichmann für Kaufmann Moritz Grahl) etwas konservativer durch Vertikalbetonung und dekorierte Putzspiegel im hohen Frontispiz zur Bürgerstraße. Die eigenständige Ecklösung mit gerundeten Balkons vor eingezogener Ecke hier durch Abriss verunklärt. | 09296113 |
|                                         | Mietshaus in halboffener Bebauung in Ecklage | Bürgerstraße 2 (Karte)                                                                       | 1913–1914 (Mietshaus)                                                                                     | mit Laden, Eckbetonung durch gerundete Balkons, einfache Putzfassade, Reformstil, baugeschichtlich und ortsentwicklungsgeschichtlich von Bedeutung Nummer 1 und Nummer 2: Beide Eckhäuser, jeweils zusammen mit den anstoßenden Bauten an der Bornaischen Straße errichtet (Nummer 209 und 211), in der Gestaltung aufeinander bezogen. In ihrer kubischen Massigkeit typisch für den zum Monumentalen tendierenden Stil um 1914, wobei Nummer 2 (1913 von Architekt Verger für Maurermeister Schröter) mit gedrungenem Mansarddach, breiten Kastenfenstern und den bogigen Formen von Eckbalkons, Treppe, Schaufenstern und Dachgaupen diese Haltung konsequenter durchsetzt. Nummer 1 (1914 von Richard Teichmann für Kaufmann Moritz Grahl) etwas konservativer durch Vertikalbetonung und dekorierte Putzspiegel im hohen Frontispiz zur Bürgerstraße. Die eigenständige Ecklösung mit gerundeten Balkons vor eingezogener Ecke hier durch Abriss verunklärt. | 09296127 |
|                                         | Wohnhauszeile in offener Bebauung, mit seitlicher Toreinfahrt | Bürgerstraße 3; 5; 7 (Karte)                                                                 | 1930 (Wohnhaus)                                                                                           | Putzfassade mit Ziegelsockel, Ziegelbänderung der Eingänge und Ziegelgliederung der Eingangsachsen und der Gesimse, Flachdach, im Stil der klassischen Moderne, baugeschichtlich von Bedeutung Das langgestreckte Drillings-Mietshaus mit modernen Kleinwohnungen (2 Zimmer, Küche Bad) 1930 durch den Bauunternehmer Otto Augustyniak nach Plänen des Architekten A.R. Schmidt errichtet. Die beiden Kopfbauten fassen mit zwei kurzen rückwärtigen Seitenflügeln einen begrünten Hofraum ein, an der Hofgrenze zwei Waschhäuser. Vor dem Hintergrund glatter Putzflächen gliedern drei überdachte Eingänge, gerahmt durch plastisch hervortretende Ziegellagen und die ebenfalls ziegelgefassten schmalen Treppenhausfenster die langgestreckte Fassade. Ein hoher Ziegelsockel mit den typischen kleinen, quadratischen und hochgelegten Kellerfenstern fasst die Häuserreihe horizontal zusammen. Die beiden Mittelbauten besitzen über dem kräftigen Schlussgesims ein viertes Geschoss, während die Kopfbauten bei gleicher Höhe mit einem Mezzaningeschoss abgeschlossen sind. Erhalten ist die Einfriedung mit schlichtem Gitter und Ziegelpfosten, während die ursprünglich gesprossten Fenster, die zum Bild dieser klaren und funktionalistisch angelegten Fassade gehörten, verändert sind. | 09296114 |
| Direkt Bild zu diesem Denkmal hochladen | Mietshaus in geschlossener Bebauung | Bürgerstraße 6 (Karte)                                                                       | 1912 (Mietshaus)                                                                                          | einfache Putzfassade, Reformstil, baugeschichtlich von Bedeutung | 09298688 |
| Direkt Bild zu diesem Denkmal hochladen | Wohnanlage Bei der Krähenhütte: Mehrfamilienhäuser einer Siedlung, mit Vorgärten und Hofgrün mit altem Gehölzbestand | Cröberner Straße 8; 10; 12; 14; 16; 18; 20; 22 (Karte)                                       | 1938–1940 (Wohnhäuser)                                                                                    | | 09299336 |
| Direkt Bild zu diesem Denkmal hochladen | Sachgesamtheit Alter Friedhof Dösen (ohne Einzeldenkmale) | Dösener Weg (Karte)                                                                          | 1863 (Friedhof)                                                                                           | kleiner Friedhof außerhalb des alten Ortskerns mit vereinzelten Grabsteinen, umgeben von altem Baumbestand (dahinter ein Apelstein – siehe Objekt 09296213), 1977 wurde der Gottesacker Dösen geschlossen, Erinnerungswert, Dokumentationswert für die Ortsgeschichte Außerhalb der alten Ortslage an der Straße nach Wachau gelegener alter Friedhof von Dösen. Schlichter kleiner, von altem Baumbestand umgebener Dorffriedhof mit vereinzelten Grabsteinen. In seinem Zentrum ein ziegelgemauertes Erbbegräbnis mit Sandsteingliederungen und schmiedeeiserner Einfriedung. | 09296138 |
| Weitere Bilder                          | Apelstein Nr. 13 (N) | Dösener Weg (Karte)                                                                          | bezeichnet 1863 (Gedenkstein)                                                                             | beim alten Dösener Friedhof (Kopie, Original steht am Torhaus Dölitz), Gedenkstein zur Erinnerung an die Kämpfe der Völkerschlacht bei Leipzig 1813, 12.000 Mann unter Marschall Oudinot, Herzog von Reggio, gegen Truppen unter Kleist und Bianchis in der Schlacht bei Wachau, geschichtlich von Bedeutung Apelstein Nummer 13. Inschrift Südseite: „Oudinot, Herzog von..., 3. und 4. Division der jungen Garde, 12000 Mann“, Nordseite: „V. Schlacht bey Leipzig 18. October 1813/ 13/ Dr. Theodor Apel 1863“ (s. auch Dölitz, Bornaische Straße 215) | 09296213 |
| Weitere Bilder                          | Apelstein Nr. 3 (N) mit Gedenkbaum | Eigenheimstraße (Karte)                                                                      | aufgestellt 1861 (Gedenkstein)                                                                            | Gedenkstein zur Erinnerung an die Kämpfe der Völkerschlacht bei Leipzig 1813, 10.000 Mann des IX. Korps unter Marschall Augereau in der Schlacht bei Wachau, geschichtlich von Bedeutung Apelstein Nummer 3, siehe Markkleeberger Straße. Rosskastanie als Gedenkbaum. | 09296142 |
| Direkt Bild zu diesem Denkmal hochladen | Spielplatz | Eigenheimstraße (Karte)                                                                      | 1930–1937                                                                                                 | Orts-, stadtentwicklungs- und sozialgeschichtliche Bedeutung | 09307494 |
| Direkt Bild zu diesem Denkmal hochladen | Villa | Eigenheimstraße 2 (Karte)                                                                    | um 1913 (Villa)                                                                                           | eingeschossiger Putzbau mit Mansarddach, säulengestützter Altan an einer Giebelseite, im barockisierendem Stil, ehemals für den Direktor des Dölitzer Straßenbahnhofes errichtet, Zugang ursprünglich über Bornaische Straße, baugeschichtlich und ortsgeschichtlich von Bedeutung | 09299686 |
| Direkt Bild zu diesem Denkmal hochladen | Wohnanlage Bei der Krähenhütte: Mehrfamilienhäuser einer Siedlung, mit Vorgärten und Hofgrün mit altem Gehölzbestand | Eigenheimstraße 3; 4; 5; 6; 7; 8; 10; 10a (Karte)                                            | 1938–1940 (Wohnhäuser)                                                                                    | | 09299337 |
|                                         | Mietshaus in offener Bebauung in Ecklage | Friederikenstraße 1 (Karte)                                                                  | 1891 (Mietshaus)                                                                                          | Eckbetonung durch Abrundung, historistische Putzfassade, baugeschichtlich und ortsentwicklungsgeschichtlich von Bedeutung Das Eckhaus zur Bornaischen Straße, 1891 für den Schachtmeister des nahen Braunkohlenschachts Franz Schöbel nach Plänen des Architekten Hermann Schulz gebaut, war das erste „städtische“ Mietshaus an der Straße nach Probstheida. Da nur dreigeschossiges Bauen erlaubt war, schuf das „französische“ Dach mit stehenden Fenstern zusätzlichen Wohnraum. LfD/1998 | 09296100 |
|                                         | Mietshaus in offener Bebauung in Ecklage | Friederikenstraße 2 (Karte)                                                                  | 1898 (Mietshaus)                                                                                          | mit Tordurchfahrt und Läden, Eckbetonung durch Eckerker mit Turmabschluss, historistische Klinkerfassade mit Stuckdekoration, baugeschichtlich und ortsentwicklungsgeschichtlich von Bedeutung Anstelle eines traufständigen Wohngebäudes mit Stall und Scheune im Hof beantragte Ortsrichter Ringpfeil 1898 den Neubau eines dreigeschossigen Eckwohngebäudes zur Bornaischen Straße. Der Ziegelbau von Otto Gerstenberger nähert sich in der Grundauffassung bereits den Bauformen der Jahrhundertwende. LfD/1998 | 09296630 |
| Direkt Bild zu diesem Denkmal hochladen | Wohnhaus in halboffener Bebauung | Friederikenstraße 3 (Karte)                                                                  | im Kern 1869 (Wohnhaus); Aufstockung 1890 (Wohnhaus)                                                      | schlichte Putzfassade, zweigeschossiges ländliches Arbeiterwohnhaus im alten Dölitzer Ortskern, sozialgeschichtlich und baugeschichtlich von Bedeutung | 09296101 |
|                                         | Wohnstallhaus eines Bauernhofes | Friederikenstraße 4 (Karte)                                                                  | 1. Hälfte 19. Jh. (Wohnstallhaus)                                                                         | alte Dorflage Dölitz, mit verputztem Fachwerkobergeschoss und Krüppelwalmdach, baugeschichtlich von Bedeutung Eines der ehemals ortstypischen Wohnstallhäuser in Giebelstellung zur Straße mit Lehmweller-Erdgeschoss und Fachwerkobergeschoss (um 1884 zum Teil mit Ziegelausfachung versehen). Der ursprünglich nur dreiachsige Wohnteil enthielt eine Küche hinter dem Flur und rechts eine Stube mit schmaler Kammer. Das Hofgebäude, ebenfalls ein Wohn- und Stallgebäude, wurde 1873 zur Fleischerei umgebaut. LfD/1998 | 09296104 |
|                                         | Mietshaus in ehemals halboffener Bebauung | Friederikenstraße 5 (Karte)                                                                  | 1896 (Mietshaus)                                                                                          | ehemals mit Laden, historistische Putzfassade, erbaut für den „Konsum-Verein für Dölitz und Umgebung“, baugeschichtlich und ortsgeschichtlich von Bedeutung 1896 als Wohn- und Geschäftshaus für den „Consum-Verein mbH für Dölitz und Umgebung“ (ehemals Inschrift im zweiten Geschoss) nach Plänen des Architekten Albin Conrad gebaut. Das Erdgeschoss ursprünglich mit Schaufensterfront für Schnittwarenladen, Materialwarenladen, hinten Sitzungszimmer und „Comptoir“. Im seitlichen Anbau und Seitenflügel „Niederlage“. 1927 die Läden in Wohnungen umgebaut. LfD/1998 | 09296102 |
|                                         | Mietshaus in halboffener Bebauung | Friederikenstraße 7 (Karte)                                                                  | 1899 (Mietshaus)                                                                                          | historistische Klinker-Putz-Fassade, baugeschichtlich von Bedeutung 1899 anstelle eines zweigeschossigen fünfachsigen Hauses für die Mechanikerwitwe Emilie Hofmann gebaut. Schlichte Ziegelfassade über Erdgeschoss in Putzquaderung, Eingang an Rückseite, Waschhaus im Hof. LfD/1998 | 09296103 |
|                                         | Mietshaus in halboffener Bebauung | Friederikenstraße 9 (Karte)                                                                  | 1901–1902 (Mietshaus)                                                                                     | ehemals mit Tordurchfahrt und Laden, historistische Klinkerfassade, baugeschichtlich von Bedeutung Anstelle eines kleinen spätbiedermeierlichen Wohnhauses des Schuhmachermeisters Wilhelm Laßkosky entstand 1901–1902 ein dreigeschossiges Mietshaus nebst (heute nicht mehr erhaltenem) Hinterwohnhaus und Waschhaus für den Gastwirt Ludwig Werner. Entwurf und Bauleitung lagen in den Händen des Connewitzer Architekten Arthur Riehl. Über dem geputzten Erdgeschoss Klinkerfassade mit Kunststeingliederung, die Traufe mit gründerzeitlichen Stuckkonsolen. Im Dachgeschoss wurde eine Hausmannswohnung eingebaut, neben der Durchfahrt ein „Delicatessen- und Produktengeschäft“ (heute zu Wohnungen umgebaut). Das Haus dokumentiert anschaulich den zaghaften baulichen Wandel in einem noch sehr ländlich geprägten Vorort. LfD/2006 | 09300192 |
|                                         | Wohnhaus in halboffener Bebauung | Friederikenstraße 15 (Karte)                                                                 | 1880–1881 (Wohnhaus)                                                                                      | schlichter schmuckloser Putzbau, ortsentwicklungsgeschichtlich von Bedeutung Carl Schuster führte 1880 für den Milchhändler Friedrich Ernst Göttlich ein Wohnhaus und ein separat stehendes Stallgebäude aus. Der kleine verputzte Wohnbau mit zwei Etagen und vollständig ausgebautem Dachgeschoss – jeweils eine Wohnung mit Flur bzw. Vorsaal, Küche, Stube und zwei Kammern. Tekturen während des Bauablaufes wurden nötig wegen einer besseren Belichtung der Räume und dem gewünschten Einbau eines Ladens. Weitere Vorhaben führten zu einer baulichen Verdichtung auf dem Grundstück und zu einer regen gewerblichen Nutzung (alle diese Gebäude sind heute nicht mehr vorhanden). Weitgehend erhalten ist die einfache Ausstattung sowie das ziegelgedeckte Satteldach des Wohnhauses sowie die Sandsteinsohlbänke der schmucklosen Fassade. Zu nennende Eigentümer und Nutzer waren: Anna Marie Schanz, Marie Bertha verw. Händel geb. Klaus, die Händelschen Erben vertreten durch Gustav Klaus sowie Friederike Dorette verw. Klaus geb. Meier. Mit dem vierachsigen Bau ist ein interessantes Bindeglied zwischen überkommener dörflicher Bausubstanz mit Fachwerkkonstruktionen, den in Gänze aus Ziegelmauerwerk errichteten vorstädtischen Handwerkerhäusern mit ihren Zwerchgiebeln sowie den in der gleichen Straße nachfolgend entstandenen historistischen Mietshäusern erhalten geblieben. LfD/2012 | 09293792 |
| Direkt Bild zu diesem Denkmal hochladen | Wohnhaus in geschlossener Bebauung | Friederikenstraße 17 (Karte)                                                                 | 1881 (Wohnhaus)                                                                                           | biedermeierlich wirkendes Wohnhaus, gut gegliederte Putzfassade, mit Zwerchhaus, baugeschichtlich und ortsentwicklungsgeschichtlich von Bedeutung | 09296631 |
| Direkt Bild zu diesem Denkmal hochladen | Wohnhaus in halboffener Bebauung | Friederikenstraße 20 (Karte)                                                                 | um 1840 (Wohnhaus)                                                                                        | giebelständiges, eingeschossiges Wohnhaus, Putzfassade mit Satteldach, sozialgeschichtlich von Bedeutung | 09296916 |
|                                         | Mietshaus in halboffener Bebauung in Ecklage | Friederikenstraße 22 (Karte)                                                                 | 1899–1901 (Mietshaus)                                                                                     | ehemals mit Eckladen, historistische Klinkerfassade, baugeschichtlich von Bedeutung An dem 1899 beantragten und im folgenden Jahr errichteten Eckgebäude wird die städtebauliche Intention der weiteren Dölitzer Ortsentwicklung deutlich sichtbar: die heutige Johann-Adolf-Straße sollte ursprünglich weiter in Richtung Süden geführt werden. Prägend erhebt sich der historistische Mietshausbau mit seinen drei Vollgeschossen und einem heute komplett ausgebauten Dachgeschoss in der teilweise noch von der vorgründerzeitlichen Bebauung geprägten Friederikenstraße. Julius Illge, sowohl als Kohlenhändler und als Maurermeister bezeichnet, initiierte den Zweispänner mit Unterstützung des Architekten F. Otto Gerstenberger aus Connewitz. Tekturen beziehen sich auf den Hausdurchgang, 1908 erfolgt ein Ladeneinbau. Grundstücksbesitzer waren der Telegraphenarbeiter Friedrich Fürchtegott Busch, dessen Sohn Friedrich Walter Busch sowie Lehrer Georg Max Walter Donath. Sanierung samt Balkonanbau und Dachgeschossausbau erfolgte 1999/2000. Die rote Klinkerfassade der beiden Obergeschosse mit historistischem Dekor über den Fensterstürzen der Beletage, die Ecke verbrochen und durch geputzte Kantenquaderung betont. Als Zeugnis der geplanten Ortserweiterung von ortsentwicklungsgeschichtlicher und baugeschichtlicher Bedeutung. LfD/2012 | 09298211 |
|                                         | Mietshaus in halboffener Bebauung in Ecklage | Friederikenstraße 29 (Karte)                                                                 | 1900 (Mietshaus)                                                                                          | Eckbetonung durch erhöhten abgeschrägten Eckbau, einfache historistische Klinker-Putz-Fassade, baugeschichtlich von Bedeutung 1898 als Eckhaus zu einer projektierten, später nicht ausgeführten Querstraße geplant. Der Architekt Moritz Eulitz stattete den Bau 1900 demzufolge mit den für Eckbauten typischen Zügen wie überhöhter Eckrisalit, verbrochene Ecke und seitliche Dachaufbauten aus. Die flache, farblich von der Ziegelfassade abgesetzte Fensterrahmung zeigt bereits die schnittigen, vom Jugendstil beeinFlussten Formen. LfD/1998 | 09296180 |
|                                         | Mietshaus in halboffener Bebauung | Friederikenstraße 31 (Karte)                                                                 | 1903–1904 (Mietshaus)                                                                                     | Mietshaus in halboffener Bebauung; historisierende Putzfassade, baugeschichtlich und ortsteilentwicklungsgeschichtlich bedeutsam | 09306253 |
| Direkt Bild zu diesem Denkmal hochladen | Ehemalige Schule mit Wohnheim und Saalanbau sowie vorgelagerte begrünte Freifläche | Friederikenstraße 37; 37a (Karte)                                                            | 1955–1956 (Bergingenieurschule), 1953–1954 (Lehrlingswohnheim), 1953–1954 (Saal)                          | in Nähe zum Braunkohlenschacht Dölitz, Putzfassade im traditionalistischen Stil der 1950er Jahre, Seltenheitswert, baugeschichtlich von Bedeutung | 09301741 |
| Weitere Bilder                          | Braunkohlenschacht mit Förderturm (Nr. 60, Gebäude 16), Verladehaus (Gebäude 11), Waschkaue (Gebäude G), Sozialhaus und Südwerkbunker (Nr. 39) | Friederikenstraße 39; 60 (Karte)                                                             | 1907, später überformt (Förderturm), 1925 (Sozialgebäude), 1925 (Kaue)                                    | Verladehaus als turmartige Eisenkonstruktion mit Ziegelausfachung und Tordurchfahrt, Sozialhaus und Waschkammer als Putzbauten mit Ziegelgliederung, einzigartiger Komplex der deutschen Braunkohlenindustrie, Abbau noch in Tiefbauweise, Seltenheitswert, technikgeschichtlich von Bedeutung | 09296181 |
| Direkt Bild zu diesem Denkmal hochladen | Mietshaus in offener Bebauung in Ecklage, mit Vorgarten | Getzelauer Straße 1 (Karte)                                                                  | 1906 (Mietshaus)                                                                                          | Eckbetonung durch Abschrägung und leicht geschwungenem Giebel, historisierende Klinker-Putz-Fassade, baugeschichtlich von Bedeutung Freistehendes, 1906 nach Plänen des Architekten Georg Lubowski für den Bauunternehmer und Maurerpolier Ernst Schlegel in Ecklage zur Leinestraße errichtetes Mietshaus. Klinker-Putz-Fassade mit Stuckgliederungen. Das Erdgeschoss verputzt mit Rauputzbänderung, die leicht vorstehenden Eckachsen mit gestreiftem Rauputz. Über der Abfasung der Ecke ein geschwungener Giebelaufsatz. In den Geschossen jeweils zwei Wohnungen, das Erdgeschoss ursprünglich mit Eckladen. | 09296144 |
|                                         | Mietshaus in halboffener Bebauung | Giebnerstraße 1 (Karte)                                                                      | bezeichnet 1900 (Mietshaus)                                                                               | historisierende Putzfassade mit Ziegelrahmungen von Eingang und Fenster, oberstes Geschoss Fachwerk, Mittelrisalit mit Fachwerkaufsatz, baugeschichtlich von Bedeutung Nummer 1 und 3: Mietshäuser mit landhausartigem Charakter, beide nach Plänen des Leipziger Architekten Eugen Horn, Nummer 1 vollendet 1900 für Zimmermeister Robert Übner (Zirkel und Richtscheid in Gründungsinschrift über Eingang), Nummer 3 für Bauunternehmer Otto Kühnast mit Laden und Backstube (1903). Beides Putzbauten mit aparten Ziegelgliederungen, Nummer 3 etwas schlichter. Die Obergeschosse mit Zierfachwerk auf Konsolen leicht vorkragend, Traufzonen unter weit vorkragendem Dach verbrettert. Hausflur mit Wandkacheln, im Hof ursprünglich Waschküche und Bad. LfD/1998 | 09296105 |
|                                         | Mietshaus in halboffener Bebauung | Giebnerstraße 3 (Karte)                                                                      | 1903 (Mietshaus)                                                                                          | historisierende Putzfassade mit Ziegelrahmungen der Fenster, oberstes Geschoss mit Fachwerk, baugeschichtlich von Bedeutung Nummer 1 und 3: Mietshäuser mit landhausartigem Charakter, beide nach Plänen des Leipziger Architekten Eugen Horn, Nummer 1 vollendet 1900 für Zimmermeister Robert Übner (Zirkel und Richtscheid in Gründungsinschrift über Eingang), Nummer 3 für Bauunternehmer Otto Kühnast mit Laden und Backstube (1903). Beides Putzbauten mit aparten Ziegelgliederungen, Nummer 3 etwas schlichter. Die Obergeschosse mit Zierfachwerk auf Konsolen leicht vorkragend, Traufzonen unter weit vorkragendem Dach verbrettert. Hausflur mit Wandkacheln, im Hof ursprünglich Waschküche und Bad. LfD/1998 | 09296106 |
|                                         | Doppelmietshaus in offener Bebauung | Giebnerstraße 4; 6 (Karte)                                                                   | bezeichnet 1895 (Doppelmietshaus)                                                                         | schlichte Putzfassade mit Sandsteinsockel und teilweiser Ziegelrahmung der Fenster, baugeschichtlich von Bedeutung Nummer 4/6 und Nummer 8/10: Beide, als erste Bauten in der neu angelegten Straße V des Winklerschen Bebauungsplanes 1895 wahrscheinlich nach eigenen Plänen des Ingenieurs Victor Sagave, der als Bauherr und Ausführender zeichnet, errichtet. Beide, obwohl unterschiedlich gestaltet, weichen auffällig von den in dieser Zeit üblichen historistischen Grundriss- und Fassadenmustern ab: Nummer 4/6 mit glatter, stuckloser Fassade und ohne Horizontalordnung fasst die ungleich breiten Haushälften asymmetrisch durch Loggien und den turmartigen Dachaufbau zusammen. Ungewöhnlich ist auch die Dachlösung mit dicht beieinander stehenden Giebeln, zwischen denen schmale Dachstreifen weit vorkragen. Nummer 8/10 besteht aus zwei miteinander verbundenen, unterschiedlich breiten und unterschiedlich gestalteten Einzelhäusern, die durch die aufeinander bezogenen Giebel zusammen als villenartiges Landhaus wirken. Die Häuser enthalten jeweils eine bzw. zwei Wohnungen, die Schlafzimmer waren mit Waschräumen verbunden. LfD/1998 | 09296112 |
|                                         | Doppelmietshaus in offener Bebauung | Giebnerstraße 5; 7 (Karte)                                                                   | 1902–1903 (Doppelmietshaus)                                                                               | historistische Klinkerfassade, baugeschichtlich von Bedeutung Doppelmietshaus, 1902/03 für die Brunnenbauer Paul und Alwin Steiger nach Plänen von Otto Gerstenberger gebaut. Die konventionelle Ziegelfassade über gequadertem Erdgeschoss konsequent horizontal geschichtet, leichte Rhythmisierung durch Anordnung der Fensterachsen und Bedachungen. Nur die Form der Dachhäuser erinnert an den Stil der Jahrhundertwende. Bei Nummer 5 noch originale Fenster und Jalousiekästen zum Zeitpunkt der Erfassung. LfD/1998 | 09296107 |
|                                         | Doppelmietshaus in offener Bebauung | Giebnerstraße 8; 10 (Karte)                                                                  | 1895 (Doppelmietshaus)                                                                                    | historisierende Putzfassade, Nummer 8 schlicht und mit Ziegelgliederung, Nummer 10 repräsentativ und mit Stuckdekoration, baugeschichtlich von Bedeutung Nummer 4/6 und Nummer 8/10: Beide, als erste Bauten in der neu angelegten Straße V des Winklerschen Bebauungsplanes 1895 wahrscheinlich nach eigenen Plänen des Ingenieurs Victor Sagave, der als Bauherr und Ausführender zeichnet, errichtet. Beide, obwohl unterschiedlich gestaltet, weichen auffällig von den in dieser Zeit üblichen historistischen Grundriss- und Fassadenmustern ab: Nummer 4/6 mit glatter, stuckloser Fassade und ohne Horizontalordnung fasst die ungleich breiten Haushälften asymmetrisch durch Loggien und den turmartigen Dachaufbau zusammen. Ungewöhnlich ist auch die Dachlösung mit dicht beieinander stehenden Giebeln, zwischen denen schmale Dachstreifen weit vorkragen. Nummer 8/10 besteht aus zwei miteinander verbundenen, unterschiedlich breiten und unterschiedlich gestalteten Einzelhäusern, die durch die aufeinander bezogenen Giebel zusammen als villenartiges Landhaus wirken. Die Häuser enthalten jeweils eine bzw. zwei Wohnungen, die Schlafzimmer waren mit Waschräumen verbunden. LfD/1998 | 09296111 |
|                                         | Doppelmietshaus in offener Bebauung | Giebnerstraße 9; 11 (Karte)                                                                  | 1902 (Doppelmietshaus)                                                                                    | historisierende mehrfarbige Klinkerfassade, baugeschichtlich von Bedeutung Doppelmietshaus, 1902 nach Plänen des Architekten Erhart Krauß. Trotz konventioneller Geschossaufteilung entspricht die Ziegelfassade in ihrer reichen Farbigkeit zeittypischen Tendenzen im Umkreis des Jugendstils. Entsprechend einer alten Leipziger Bautradition ist auch hier das Obergeschoss schmuckreicher gestaltet. LfD/1998 | 09296108 |
|                                         | Doppelmietshaus in offener Bebauung | Giebnerstraße 12; 14 (Karte)                                                                 | 1902 (Doppelmietshaus)                                                                                    | historistische Klinkerfassade, baugeschichtlich von Bedeutung 1902 für die Schlossermeister Gebrüder Scheffel errichtetes Doppelmietshaus. Die Pläne bereits 1899 von Otto Gerstenberger entworfen, bei der Ausführung vereinfacht und ähnlich konventionell wie die ebenfalls von Gerstenberger stammende Nummer 5/7 gestaltet. LfD/1998 | 09296110 |
| Direkt Bild zu diesem Denkmal hochladen | Mietshaus in halboffener Bebauung | Giebnerstraße 16 (Karte)                                                                     | 1903 (Mietshaus)                                                                                          | historisierende Klinker-Putz-Fassade, baugeschichtlich von Bedeutung 1903 nach Plänen von Artur Werner für den Maler Gustav Wich gebaut. Der Architekt setzt hier – ähnlich wie bei anderen seiner Bauten – auf den reizvollen Kontrast zwischen fein strukturierter Ziegelfassade und hellen Putzflächen. LfD/1998 | 09301094 |
| Direkt Bild zu diesem Denkmal hochladen | Mietshaus in halboffener Bebauung in Ecklage | Giebnerstraße 18 (Karte)                                                                     | 1905 (Mietshaus)                                                                                          | historisierende Klinkerfassade, überhöhter Seitenrisalit als Eckabschluss, baugeschichtlich von Bedeutung Im Auftrag des Bauunternehmers Thiele von M. E. Reichardt entworfen, greift das System von Nummer 16 in vergröberter Form auf. Der überhöhte Seitenrisalit als Eckabschluss der hier projektierten Querstraße geplant. LfD/1998 | 09296109 |
| Direkt Bild zu diesem Denkmal hochladen | Turnhalle der Volksanlage Süd; Turnhalle »Turbine Leipzig«; heute »Roter Stern« | Goethesteig 4 (Karte)                                                                        | 1932–1933                                                                                                 | Turnhalle in offener Bebauung | 09304759 |
| Direkt Bild zu diesem Denkmal hochladen | Kriegerdenkmal für Gefallene des deutsch-französischen Krieges 1870/1871 | Helenenstraße (Karte)                                                                        | 1893–1894 (Gefallenendenkmal)                                                                             | ehemals mit eiserner Umfriedung, Sandsteinobelisk, geschichtlich von Bedeutung Kriegerdenkmal für die Dölitzer Gefallenen des Deutsch-Französischen Krieges aus Sandstein, der Sandstein-Obelisk (die Schrifttafeln in Ädikula-Rahmung sind entfernt worden, heute wieder vorhanden) wurde 1894 vom Königlich-Sächsischen Militärverein in Dölitz neben der 1872 gepflanzten „Friedenseiche“ am Schloßweg aufgestellt und später an die Gemeinde Dölitz übereignet. Für die Aufstellung hatte die Gemeinde auf Bitte des Vereins das geeignete Areal zur Verfügung gestellt (Ausmündung der Helenenstraße und Einmündung der Schloßstraße) sowie durch den Verein verteilte Sammellisten für Spenden genehmigt. Das Eisengeländer der Umfriedung wurde in den 1970er Jahren entfernt/gestohlen. LfD/1993–1998, 2020 | 09296639 |
| Direkt Bild zu diesem Denkmal hochladen | Wohnhaus in offener Bebauung in Ecklage | Helenenstraße 2 (Karte)                                                                      | um 1785 (Wohnhaus)                                                                                        | alte Dorflage Dölitz, einfach gegliederter Putzbau mit Krüppelwalmdach, Zeugnis der vorgründerzeitlichen Dorfbebauung, ortsentwicklungsgeschichtlich von Bedeutung Das zweigeschossige, fünfachsige Haus mit Krüppelwalmdach entspricht dem in Dölitz vorherrschenden Haustyp vermutlich aus der zweiten Hälfte des 18. Jahrhunderts. Es stand im ehemaligen alten Dorfzentrum („Markt“), giebelständig und zurückgesetzt hinter einem Vorgarten an der Bornaischen Straße. Seit 1859 in dazugehörigen Nebengebäuden eine Schlachterei. | 09296206 |
| Direkt Bild zu diesem Denkmal hochladen | Mietshaus in offener Bebauung mit Waschhaus und Hofpflaster | Helenenstraße 6 (Karte)                                                                      | bezeichnet 1902 (Mietshaus)                                                                               | alte Dorflage Dölitz, historistische Ziegel-Putz-Fassade, baugeschichtlich und ortsentwicklungsgeschichtlich von Bedeutung Nach Abriss des alten giebelständigen Bauernhauses 1902 vom Architekten Arthur Riehl für den Schirmeister Friedrich Stengel gebaut. Eines der ersten städtischen Mietshäuser in Dölitz. Enthielt neben zwei Seitenwohnungen in jeder Etage eine mittlere Kleinstwohnung (Küche und zwei einfenstrige Kammern). | 09296207 |
| Direkt Bild zu diesem Denkmal hochladen | Wohnhaus, ehemalige Scheune und Seitengebäude (später Festsaalbau) eines Bauernhofes | Helenenstraße 10 (Karte)                                                                     | um 1820 (Bauernhaus), Mitte 19. Jh. (Seitengebäude)                                                       | alte Dorflage Dölitz, Wohnhaus schlichter Putzbau mit Krüppelwalmdach, Fachwerk-Scheune, durch eingeschossigen Bau (Tischlerei, ehemals Gartensalon) zur dreiflügeligen Anlage, Gartensalon mit Deckenmalerei, seit Mitte des 19. Jahrhunderts Umnutzung des alten Bauernhofes zum Sommerhaus durch den Rechtsanwalt Eugen Zehme, baugeschichtlich und ortsgeschichtlich von Bedeutung Gebäudekomplex in der Art eines Dreiseithofes, aus älterem Bauernhaus des ortsüblichen Typs, gegenüberliegender Scheune mit Fachwerkobergeschoss und quergestelltem Verbindungsbau bestehend. Dieser nach der Hof- und Gartenseite mit Treppenfries im Giebel und rundbogigen gekuppelten Zwillingsfenstern im Stil der 1840er Jahre, deutet auf die Nutzung des Gebäudes als Landhaus hin. Er enthielt im Erdgeschoss einen Gartensalon mit Parkett und floralen Deckenmalereien „in Oeserscher Manier“ (durch spätere Nutzung gefährdet, neuerdings abgehängt), daneben einen Billardraum. Der aus der Flucht vorspringende Querbau mit der Giebelseite des Bauernhauses durch Laubengang verbunden. Das später als „Villa“ bezeichnete Gebäude, zu dem ein 6000 m² großer, an den Fluss stoßender Garten, ein älteres Gärtnerhaus (heute hinter Vollhardtstraße 2) und eine Kegelbahn gehörte, war bereits vor 1862 im Besitz des Rechtsanwalts Dr. Zehme, dessen Familie im mittleren Bereich der damaligen Schloßstraße noch mehrere Grundstücke besaß und bis zur Jahrhundertwende bebaute. Mit seinem Musiksalon und dem bis zur Mühlpleiße reichenden Garten (erhalten: Sandsteinvase) war das Haus, in dem Schauspieler, Sänger und Literaten verkehrten, eine Art Dölitzer „Musenhof“. | 09296632 |
|                                         | Wohnhaus in halboffener Bebauung in Ecklage, mit Vorgarten | Helenenstraße 12 (Karte)                                                                     | 1923–1924, im Kern älter (Wohnhaus)                                                                       | alte Dorflage Dölitz, schlichte Putzfassade mit Mansarddach, im Reformstil der Zeit nach 1910, im Kern älter, baugeschichtlich interessantes Wohngebäude In den Jahren 1923/1924 erfuhr der 1893 bis 1894 von Bautechniker Otto Hartwig für Rechtsanwalt Dr. Eugen Zehme sen. errichtete Landhausbau eine überaus starke, im Ergebnis aber qualitätvolle Überformung. Architekt Richard Welz konnte von Oberingenieur und Prokurist Johannes Gustav Heinrich Vogler vertraglich gebunden werden, der Auto-Unterstellraum kam 1931 hinzu. Abbruch der Garage 1998 im Zusammenhang mit Sanierung der Villa und dem Ausbau des Dachgeschosses zu Wohnraum. Markant das hohe Mansardwalmdach und der ausgewogene Aufbau der verputzten Hauptfassade mit Zwerchhausgiebel. Baugeschichtlich interessanter Landhausbau im Kerngebiet der Dölitzer Ortslage. LfD/2012 | 09292508 |
| Weitere Bilder                          | Gasthaus mit anstoßendem Saalbau sowie Nebengebäude | Helenenstraße 14 (Karte)                                                                     | 1866 (Gasthaus)                                                                                           | alte Dorflage Dölitz, Gasthaus ein schlichter Putzbau mit Zwerchhaus, Saal-Anbau Klinkerfassade mit Eckbetonung, ortsgeschichtlich von Bedeutung Das Wohnhaus, ein schlichtes zweigeschossiges Gebäude mit vierachsigem Zwerchhaus zusammen mit dem noch bestehenden Seitengebäude 1866 für die Schlachterei Naumann erbaut. Nachdem der vor der Mühle befindliche Schneidemühlgraben zugeschüttet und eine Verbindung zwischen Mühlstraße und Helenenstraße hergestellt worden war (Vollhardtstraße), ließ der Restaurateur Herling 1894 in dem entstehenden Dreieck einen Gesellschaftssaal mit anstoßendem kleinen Biergarten errichten.(seit etwa 1876 Restauration mit Schweineschlächterei „Zur Friedenseiche“, heute „Dölitzer Romantik“) | 09296099 |
| Direkt Bild zu diesem Denkmal hochladen | Mietshaus in offener Bebauung in Ecklage sowie Nebengebäude im Hof und Vorgarten mit Gartenpavillon | Helenenstraße 15 (Karte)                                                                     | um 1930, im Kern wohl älter (Mietshaus), um 1900 (Nebengebäude)                                           | alte Dorflage Dölitz, Putzfassade mit Klinkergliederung, im Stil der Moderne, älteres Nebengebäude schlichter Putzbau, baugeschichtlich und ortsentwicklungsgeschichtlich von Bedeutung | 09294341 |
| Direkt Bild zu diesem Denkmal hochladen | Mietshaus in offener Bebauung | Helenenstraße 17 (Karte)                                                                     | 1910–1911 (Mietshaus)                                                                                     | alte Dorflage Dölitz, einfache Putzfassade, im Reformstil der Zeit um 1910, baugeschichtlich von Bedeutung Einhergehend mit dem Bauantrag für ein Wohngebäude im März 1910 erging das Gesuch auf Grundstücksteilung an der damaligen Schloßstraße, Töpfermeister August Bernhard Richter gewann Architekt Ludwig Paul für Entwürfe und Ausführung. Drei Monate später wurden geänderte Pläne eingereicht, mit nun nur noch zwei Wohnungen pro Etage. Im Mai 1911 kam der Abbruchantrag für Esse und Töpfereigebäude zum Vortrag bei der Bauverwaltung, bereits im April war die neue Baufluchtlinie beantragt. Zur Mitte September datiert die Anzeige des Abschlusses für das Gesamtvorhaben. Eine Notwohnung sollte zu Beginn des Jahres 1920 eingebaut werden (Baumeister Karl Erler), eine zweite Wohnung unterm Dach im Herbst des gleichen Jahres. Heute ist das Haus saniert mit sehr unpassenden Kunststofffenstern. Die Putzfassade veranschaulicht die Intentionen der Reformstilarchitektur im Mietwohnungsbau. Zwei Seitenrisalite umfassen jeweils zwei Achsen, ein Dachhaus ist von einem Dreieckgiebel überfangen, das querliegende Oval des Haustüroberlichtes besitzt eine qualitätvolle Schmuckrahmung. Der tiefen Lage des Grundstücks in der Gewässerniederung ist wohl die hohe Sockelzone geschuldet. Teile der historischen Ausstattung sind erhalten, so u. a. Haustür, Treppenhaus, Wohnungseingangs- und AWC-Türen sowie die zeitgemäße Gestaltung des Eingangsbereiches. Recht deutlich markiert das Gebäude den neuen EinFluss der Bebauungsstrukturen im alten Dölitzer Ortskern, daher ist ein baugeschichtlicher Wert gegeben. LfD/2017, 2018 | 09294342 |
| Direkt Bild zu diesem Denkmal hochladen | Villa mit Vorgarten | Helenenstraße 21 (Karte)                                                                     | 1908–1909 (Villa)                                                                                         | alte Dorflage Dölitz, schlichte Putzfassade, bleiverglaste Treppenhausfenster, im Reformstil der Zeit um 1910, erbaut für den Arzt Max Rößler, baugeschichtlich von Bedeutung An der Stelle eines 1862 in der Schloßstraße errichteten Wohnhauses mit Remise von Eugen Zehme lässt Dr. med. Max Rößler 1909 ein Landhaus nach Plänen des Architekten Herm. Fischer errichten. Einreichung des Bauantrages bereits im Vorjahr, die Ausführung durch Maurermeister Hermann Nebe. Die um die Jahresmitte 1909 erbaute Remise in rückwärtiger Grundstückslage ist heute nicht mehr vorhanden. Sachlich, beinahe etwas kühl wirkt die Architektur des Putzbaues, der straßenseitig durch einen Standerker, ein vierachsiges Dachhaus und einen zurückgesetzten Gebäudeteil (Treppenhaus mit dem Hauszugang) charakterisiert wird. In der ersten Etage ehemals Herren- und Speisezimmer mit Veranda, Boudoir, Vorraum, Küche mit Speisekammer sowie ein Warteraum und ein Sprechzimmer, erhalten u. a. die farbigen Bleiglasfenster des Treppenhauses. Antrag für die Sanierung vom 23.8.1999 durch Wohn- und Geschäftsbauten GmbH, im gleichen Jahr Teilung des Grundstücks. LfD/2007 | 09262932 |
| Weitere Bilder                          | Torhaus, Inspektorenwohnhaus, Gärtnerhaus und Stallgebäude sowie Allee am Zufahrtsweg | Helenenstraße 24 (Karte)                                                                     | 1670–1672 (Torhaus), 1896–1897 (Pferdestall), um 1880, Gärtnerwohnhaus (Gutsarbeiterhaus)                 | alte Dorflage Dölitz, das Torhaus ein Renaissancegebäude mit gewölbter Durchfahrt, Volutengiebel mit Sandsteinreliefs (Meerwesen und Fische), Torhaus des Rittergutes Dölitz, während der Völkerschlacht bei Leipzig heftig umkämpft (eingemauerte Kanonenkugeln am Gebäude aus dieser Zeit), im Hof die originalen Apelsteine Nummer 33 (Rembrandtplatz Lößnig) und Nummer 46 (An der Hufschmiede in Lindenthal), baugeschichtlich, kunstgeschichtlich und ortsgeschichtlich von Bedeutung Torhaus des 1550 anstelle eines älteren Wasserschlosses erbauten Schlosses Dölitz, das nach Kriegszerstörungen 1947 abgetragen wurde. Rittergut und Schloß waren 1451 durch Andreas von Crostewitz erworben worden, 1636 ging der Besitz an den Leipziger Kaufmann Georg Winckler über, der das Schloß bis 1640 erneuern und umbauen ließ. Die Schlossanlage war vom Mühlgraben und seit etwa 1550 zusätzlich von einem Wassergraben an der Westseite umgeben. Durch das unmittelbar am Mühlgraben gelegene Torhaus führte der Eingang in den Vorhof, der wiederum durch einen Wassergraben vom Schloßinnenhof getrennt war. Neben zwei veränderten Wirtschaftsgebäuden ist das 1670 auf älteren Grundmauern erbaute Torhaus das einzig original erhaltene Gebäude der Schlossanlage: ein langgestreckter Bau mit gequaderten Ecklisenen, Rundbogenquaderung am Durchgang, Ochsenaugenfenstern im Erdgeschoss und Fledermausgaupen im Satteldach. Der zweigeschossige Zwerchgiebel mit ionischen und korinthischen Halbsäulen zeigt im Typ wie in der Ornamentik deutliche Verwandtschaft mit etwa zeitgleichen Formen an Leipziger Bürgerhäusern des holländisch beeinFlussten Übergangsstils von Spätrenaissance zu Frühbarock. (Sandsteinrelief: J.H. Böhme). In der Fassade und am Giebel erinnern eingemauerte Kanonenkugeln an die Kämpfe um das Schloß vom Oktober 1813. Die Apelsteine Nummer 33 und 46 an der Hofseite sind von anderen Standorten hierherversetzt worden. In den kreuzgratgewölbten Räumen des Torhauses befindet sich eine 1957 begründete Zinnfiguren-Ausstellung, die vor allem die Schlachten und Ereignisse von 1813 zum Inhalt hat. 1927 kaufte die Stadt Leipzig das Dölitzer Schloß. Im Schloßgarten entstand mit der Freilichtschule für 500 Kinder eine für Deutschland wegweisende reformpädagogische Einrichtung. | 09296098 |
|                                         | Wohnhaus in offener Bebauung mit Vorgarten | Helenenstraße 33 (Karte)                                                                     | im Kern wohl spätes 17. Jahrhundert (Wohnhaus), Mitte 19. Jahrhundert (Wohnhaus)                          | alte Dorflage Dölitz, ländliches Wohnhaus, Erdgeschoss Lehm, Krüppelwalmdach, schlichte Putzfassade, baugeschichtlich von Bedeutung | 09296773 |
|                                         | Wohnhaus in halboffener Bebauung | Helenenstraße 35 (Karte)                                                                     | um 1865 (Wohnhaus)                                                                                        | alte Dorflage Dölitz, einfach gegliederte Putzfassade, Zwerchhaus im Dach, baugeschichtlich von Bedeutung | 09294343 |
|                                         | Nebengebäude auf einem ehemaligen Villengrundstück | Helenenstraße 36 (Karte)                                                                     | 1899 (Nebengebäude)                                                                                       | alte Dorflage Dölitz, ehemals Teil des Dodelschen Villengrundstücks, erbaut als Wirtschaftsgebäude und Weinhaus, mit reichem Zierfachwerk, Großer Garten mit originaler Ummauerung Das zweigeschossige zwölfachsige Gebäude im Landhausstil wurde 1899 als Wirtschaftsgebäude für die Villa Dodel gebaut, wahrscheinlich nach Plänen des Architekten Bruno Eelbo, der 1898 die (1935 abgebrochene) Villa und diverse Parkbauten entworfen hatte. Das Erdgeschoss enthielt bis zum Umbau 1921 Ställe, während sich im reich mit Zierfachwerk geschmückten Obergeschoss zwei Wohnungen befanden. Die Mauer mit Kugelaufsätzen ist der letzte Rest der Einfriedung des ehemaligen Park- und Villengeländes. | 09296637 |
|                                         | Wohnhaus in offener Bebauung | Helenenstraße 39 (Karte)                                                                     | um 1800 (Bauernhaus)                                                                                      | alte Dorflage Dölitz, schlichte Putzfassade, Obergeschoss Fachwerk verputzt, mit eingemauerten Kanonenkugeln der Völkerschlacht bei Leipzig, ehemals Inschrift über Tür: »Völkerschlacht bei Leipzig – Dölitz 16.–18. Okt. 1813«, baugeschichtlich und ortsgeschichtlich von Bedeutung Nummer 39 und Nummer 41: die letzten beiden aus einer Reihe von drei kleinen Häusleranwesen, die bereits auf einem Plan von 1802 zu erkennen sind.(Das dritte beim Bau der Haake-Villa 1883 abgebrochen). Das Fachwerk-Obergeschoss über Lehmweller-Erdgeschoss wurde 1884 von den Brüdern Oskar und Wilhelm Manicke verputzt und dabei im Obergeschoss die Fensteranordnung verändert. Nummer 41 besitzt noch das ältere Krüppelwalmdach, das Dach bei Nummer 39 wurde 1884 erneuert. Jedes der Häuschen enthielt 1884 zwei Wohnungen: Hinter dem Mittelflur mit Stiege befanden sich zwei kleine Küchen, rechts und links davon je eine Stube, im Obergeschoss je eine Stube und schmale hintere Schlafkammer. In Nummer 39 befand sich um 1905 Gemeindeamt und Sparkasse, zwei eingemauerte Kanonenkugeln und eine Inschrift weisen auf die Völkerschlacht 1813 hin. | 09296636 |
|                                         | Wohnhaus in offener Bebauung | Helenenstraße 41 (Karte)                                                                     | um 1820 (Wohnhaus)                                                                                        | alte Dorflage Dölitz, schlichte Putzfassade, Krüppelwalmdach, baugeschichtlich und sozialgeschichtlich von Bedeutung Nummer 39 und Nummer 41: die letzten beiden aus einer Reihe von drei kleinen Häusleranwesen, die bereits auf einem Plan von 1802 zu erkennen sind. (Das dritte beim Bau der Haake-Villa 1883 abgebrochen). Das Fachwerk-Obergeschoss über Lehmweller-Erdgeschoss wurde 1884 von den Brüdern Oskar und Wilhelm Manicke verputzt und dabei im Obergeschoss die Fensteranordnung verändert. Nummer 41 besitzt noch das ältere Krüppelwalmdach, das Dach bei Nummer 39 wurde 1884 erneuert. Jedes der Häuschen enthielt 1884 zwei Wohnungen: Hinter dem Mittelflur mit Stiege befanden sich zwei kleine Küchen, rechts und links davon je eine Stube, im Obergeschoss je eine Stube und schmale hintere Schlafkammer. In Nummer 39 befand sich um 1905 Gemeindeamt und Sparkasse, zwei eingemauerte Kanonenkugeln und eine Inschrift weisen auf die Völkerschlacht 1813 hin. | 09296635 |
|                                         | Wohnhauszeile (Anschrift: Helenenstraße 44–50 mit Bornaischer Straße 184a und 186a), mit Vorgärten an der Bornaischen Straße, seitlicher Einfriedung an der Helenenstraße sowie begrüntem Innenhof | Helenenstraße 44; 44a; 44b; 44c; 46; 48; 50 (Karte)                                          | 1929–1930 (Wohnanlage)                                                                                    | Putzfassade mit Ziegelsockel und Ziegelrahmung der Eingänge, im traditionalistischen Stil der 1920/1930er Jahre, baugeschichtlich von Bedeutung Helenenstraße 44–50 und Bornaische Straße 184a, 186a: Wohnanlage „Tannenhof“, 1929 bis 1931 im Auftrag der „Stiftung für deutsche Volks- und Kulturbodenforschung“ auf dem Areal des ehemaligen Dodelschen Parkes errichtet. Die 1930 vollendete Reihe an der Helenenstraße, die den mauerumgebenen Garten des ehemaligen Wirtschaftsgebäudes Nummer 36 rückseitig umfasst, entstand nach Entwürfen von Alfred Bischoff (44, 46) und Adolf Warnstorff (44 a–c). An sie schließt sich der Ecktrakt Bornaische Straße 184/184a an und hinter einer Baulücke (in der ursprünglich noch ein Gebäude von 1862 stand) Bornaische Straße 186a, beide von Adolf Warnstorff 1931 vollendet, nachdem die Anlage bereits 1931 von der „Gemeinnützigen Baugenossenschaft des vereinigten Baugewerbes für Leipzig und Umgebung“ übernommen worden war. Die langgestreckten Straßenfronten erscheinen sehr geschlossen. Über den Ziegelsockeln mit den typischen hochgestellten Kellerluken und den profilierten Ziegelrahmungen der Eingänge sind die Flächen nur durch die quadratisch gesprossten Fenster belebt. Ein schräggestellter Ecktrakt mit horizontaler Bänderung und Eckrisaliten verbindet die rechtwinklig zueinander stehenden Fronten. Die zum parkartigen großen Hofgelände gewandten Gebäuderückseiten sind mit angesetzten Veranden auf kräftigen Ziegelpfeilern offener gestaltet. Die unterschiedlich großen Gebäudeteile enthalten Drei- und Vier-Zimmer-Wohnungen zwischen 63 und 104 m² Größe (siehe auch Bornaische Straße 200 a–c und 202 a–c). | 09296132 |
| Direkt Bild zu diesem Denkmal hochladen | Villa (Nr. 47) mit Nebengebäude (Nr. 45), Garten und Einfriedung | Helenenstraße 45; 47 (Karte)                                                                 | 1883 (Villa und Gartensalon), 1886 Nebengebäude (Stall und Kutscherwohnung)                               | alte Dorflage Dölitz, Villa historistische Ziegelfassade mit Sandsteingliederungen, später Umnutzung der Nebengebäude zu einer Fabrik, baugeschichtlich und ortsgeschichtlich von Bedeutung Nach Abriss zweier Fachwerkhäuser ließ der Arzt und Privatdozent Dr. Herrmann Haake 1883 von Mauermeister Otto Leonhardt einen schlichten Villenbau auf quadratischem Grundriss errichten. In den folgenden Jahren kamen an der Rück- und Seitenfront des Grundstücks die noch vorhandenen Wirtschaftsgebäude im Schweizerstil hinzu, der zur Bornaischen Straße gelegene diente als „Gartensalon“. 1914 bis 1923 Umnutzung als Schokoladenfabrik, später Federstahlbetrieb, dabei Umbauten an Haupt- und Nebengebäuden. | 09296211 |
| Direkt Bild zu diesem Denkmal hochladen | Villa (mit Ausstattung) und Garten | Hermann-Schein-Straße 3 (Karte)                                                              | 1911–1912 (Villa)                                                                                         | einfache Putzfassade mit Mansarddach, im Heimatstil, erbaut für den Lehrer Albert Illing, später Wohnhaus des Arztes und Gerontologen Prof. Dr. Werner Ries (1921–2007), baugeschichtlich und personengeschichtlich von Bedeutung Als erstes Gebäude auf dem parzellierten Villenbaugelände wurde das „Eigenhaus für zwei Familien“ 1911–1912 an der damaligen Mozartstraße für den Lehrer Paul Albert Illing errichtet. Entwurf und Bauleitung übernahm der Leipziger Architekt und Baumeister Arthur Buschmann, die Ausführung besorgte Otto Reinhardt aus Cröbern bei Gaschwitz. Das verputzte Villengebäude steht inmitten eines großzügigen Gartens – die Grundstücksgrenze mit Markkleeberg verläuft übrigens durch das Grundstück – und erhielt 1934 einen unterkellerten Erdgeschossanbau auf der Ostseite. 1937 Aufbau einer geschlossenen Verandakonstruktion auf dem schadhaften, zur Straße gelegenen Balkon. Von dem 1912 an der östlichen Grundstücksgrenze erbauten Gartenhaus haben sich nur Reste des Weinkellers erhalten (Kriegsschaden). Gliederung des Gebäudes insbesondere durch jeweils zweiflüglige Fensterklappläden und angebrachte Spaliere im Erdgeschoss sowie ein großes Mansarddach mit Schopf. Die gediegene Innenausstattung weitgehend erhalten. Über mehrere Jahrzehnte wohnte der bedeutende Universitätsprofessor Dr. med. habil. Werner Ries (1921–2007) im Haus. LfD/2008 | 09301684 |
| Weitere Bilder                          | Einzeldenkmal der Sachgesamtheit agra-Park (Obj. 09296238, Im Dölitzer Holz 20): Parkgaststätte (Nr. 20, mit Musikpavillon und Verbindungsbau, Terrassen und Pflasterung) und Skulpturen im Park | Im Dölitzer Holz 20 (Karte)                                                                  | 1956 (Gaststätte), um 1960 (Skulpturen)                                                                   | Bestandteil der Sachgesamtheit agra-Park, Parkgaststätte repräsentatives Gebäude im Stil der Nationalen Bautradition der 1950er Jahre, ortsgeschichtliche, kulturgeschichtliche und gesellschaftsgeschichtliche Bedeutung | 09302189 |
| Direkt Bild zu diesem Denkmal hochladen | Neun Skulpturen des 4. Internationalen Leipziger Bildhauer-Pleinairs 1988 (Einzeldenkmal der Sachgesamtheit 09296238) | Im Dölitzer Holz 20 (bei) (Karte)                                                            | 1988 | Einzeldenkmal der Sachgesamtheit agra-Park; „Tropfen“, „Stele“, „Torsi“, „Losreißen“, „Bewahrung“, „Auferstehung des Ikarus“, „Ikarus“, „Tor“, „Namenswürfel“, von künstlerischer Bedeutung | 09306925 |
| Weitere Bilder                          | Sachgesamtheitsbestandteil der Sachgesamtheit agra-Park (Obj. 09304154, Markkleeberg, OT Markkleeberg, Raschwitzer Straße 11–13), mit den Einzeldenkmalen: Parkgaststätte (Anschrift: Im Dölitzer Holz 20) und Skulpturen im Park (Obj. 09302189, Im Dölitzer Holz 20), weiterhin die Parkanlage sowie als Sachgesamtheitsteile: Ausstellungshallen 11 und 13 (Anschrift: Bornaische Straße 210) und Wandbilder am ehemaligen Klubhaus und an der Buchhandlung | Im Dölitzer Holz 20 (Karte)                                                                  | 1948–1959, im Kern älter (Parkanlage), 1960–1961 (Ausstellungshallen 11 und 13), 1960er Jahre (Mosaike)   | einst Bestandteil des Herfurthschen Parkes in Markkleeberg, ortsgeschichtliche, kulturgeschichtliche, gesellschaftsgeschichtliche, gartenkünstlerische und landschaftsgestaltende Bedeutung | 09296238 |
| Direkt Bild zu diesem Denkmal hochladen | Mietshaus in halboffener Bebauung (bauliche Einheit mit Nr. 3), mit Vorgarten | Johannastraße 1 (Karte)                                                                      | 1903–1904 (Mietshaus)                                                                                     | baugeschichtlich von Bedeutung Die Initiative für den Wohnhausbau in halboffener Bebauung lag 1903 zunächst bei Johann Hofmann, nach Zwangsversteigerung im Folgejahr bei Schmiedemeister Karl Hermann August Schüler und Kaufmann Friedrich Ernst Steger. Erst Anfang Oktober 1904 war der Neubau vollendet. Zwei Wohnungen in jedem Geschoss besaßen jeweils zwei Stuben zur Straßenseite sowie hofseitig Kammer und Küche, rückwärtig erfolgte der Zutritt zum Haus. Konzipiert war zudem ein Laden im Erdgeschoss, 1905 ein Hintergebäude mit Werkstatt und Waschküche. Dieses erfuhr 1909 einen Umbau durch Baumeister Rudolph Dübelt, während das Vorderhaus 1910 „innen vorgerichtet“ wurde und einen neuen Fassadenanstrich erhielt. Im April 1916 kam es zum Grundstücksverkauf durch die Fa. Wilhelm Krahmer Nachf. an die Gewerkschaft der Leipzig-Dölitzer Kohlenwerke. Sanierung und Ausbau des Dachraumes erfolgten 1997 bis 1998. Mit Nummer 3 bildet das Gebäude ein Zwillingshaus, mit Putzfassade und einfacher Klinkergliederung sowie Sichtfachwerk im Giebel das Dachgeschosses. LfD/2017 | 09306639 |
| Direkt Bild zu diesem Denkmal hochladen | Mietshaus in offener Bebauung in Ecklage, mit Gaststätte | Johannastraße 2a (Karte)                                                                     | 1905 (Mietshaus)                                                                                          | Eckbetonung durch Abschrägung und flachen Erker, historistische Klinker-Putz-Fassade, baugeschichtlich von Bedeutung Freistehendes, 1905 nach Plänen des Architekten Georg Lubowski für den Bauunternehmer und Maurerpolier Ernst Schlegel in abgefaster Ecklage zur Leinestraße errichtetes Mietshaus. Putzbau mit Stuckgliederungen. Das Erdgeschoss, die in den Obergeschossen leicht vorstehenden seitlichen Achsen, die Abfasung sowie ein schmaler Streifen unterhalb der Traufe in Umkehrung herkömmlicher Fassadengliederungen mit einer Verblendung aus Rohziegeln. Die Abfasung mit leicht vorkragendem, durch einen geschwungenen Giebelaufsatz bekröntem Eckerker. In den Geschossen jeweils zwei Wohnungen, das Erdgeschoss mit Gaststätte Johannaburg. LfD/1998 (Topographie) | 09296143 |
| Direkt Bild zu diesem Denkmal hochladen | Mietshaus in halboffener Bebauung (bauliche Einheit mit Nr. 1), mit Vorgarten | Johannastraße 3 (Karte)                                                                      | 1903 (Mietshaus)                                                                                          | baugeschichtlich von Bedeutung Zum Jahresbeginn 1903 legte der Bauunternehmer und Malermeister Johann Hofmann Pläne für ein „landhausähnliches Wohnhaus“ vor sowie gut zwei Wochen später für ein Seitengebäude als Waschhaus und Stall. Für das Parterre waren eine normale Wohnung, eine Ladenwohnung und rückwärtig der Eingang konzipiert, in den oberen Etagen jeweils zwei Mietbereiche, nach Tekturvorlage unterm Dach zudem eine Mietpartei. Aborte befanden sich im Treppenhaus, die Waschküche gemäß ersten Plänen noch im Keller. Hofgebäude und spätere Schuppen zeugten von der intensiven gewerblichen Nutzung des Grundstücks. Sanierung unter Beteiligung der Denkmalbehörden 1995/1996. Prägend erweist sich ein schwach vor die Putzfassade tretender, in ein Dachhaus mit Sichtfachwerk übergehender Risalit. Einfache Gliederungen gelber Sichtklinker analog Johannastraße 1, insgesamt jedoch etwas breiter als das benachbarte Zwillingshaus, Vorgarten. LfD/2017 | 09306640 |
| Direkt Bild zu diesem Denkmal hochladen | Mietshaus in offener Bebauung mit Vorgarten | Johannastraße 4 (Karte)                                                                      | 1902–1903 (Mietshaus)                                                                                     | ehemals mit Laden, baugeschichtlich und ortsteilentwicklungsgeschichtlich von Bedeutung Architekt M. E. Reichardt aus Leipzig-Gohlis fertigte die Pläne, Maurerpolier Johann Friedrich Mentzel übernahm Ausführung und Bauherrenschaft für die linke Hälfte eines Doppelwohnhauses sowie eines Seitengebäudes. Diese wurden 1902–1903 erbaut, im Jahr 1903 zudem ein Wagenschuppen und fünf Holzställe sowie einen Pferdestall. Auf dem Grundstück situiert war fortan eine Bäckerei, die 1928 für Bäckermeister Walter Albin Kreusch erweitert werden sollte. Der Bau des Vorderhauses wurde am 24. März 1903 durch den teilweisen Einsturz des Putzgerüstes überschattet, Sturm war wohl der Auslöser, Polier Albert Spatzier und Maurer Karl Wunderlich befanden sich zum Zeitpunkt auf dem Gerüst und wurden verletzt. 1938 Einbau von Dachfenstern zur Belichtung der Gesellenkammer. Sanierung und Rekonstruktion 2000/2001 für Michael Golz unter Planvorlage durch Dipl.-Ing. Ralf-Dieter Klein. Ein Zugang zum Bäckerladen erfolgte an der Giebelseite, die verbrochene Ecke besitzt einen Kastenerker. Strukturiert wird die Klinkerfassade durch Kunststeinformteile, eleganten Jugendstilstuck an der Traufzone sowie Dekorelemente, die in ihrer Ausprägung unentschlossen wirken zwischen Historismus und Jugendstil. Baugeschichtlich, als Bestandteil des Siedlungsgebietes auch ortsentwicklungsgeschicht bedeutsam, als ehemalige Bäckerei mit Erinnerungswert. LfD/2013 | 09299222 |
| Direkt Bild zu diesem Denkmal hochladen | Doppelmietshaus in offener Bebauung mit Vorgarten | Johannastraße 8; 10 (Karte)                                                                  | 1903–1904 (Doppelmietshaus)                                                                               | Putzfassade mit Ziegelrahmung der Fenster, Zwerchhäuser mit Blendfachwerk, Jugendstilornamentik, baugeschichtlich von Bedeutung Freistehendes, 1903–1904 nach Plänen des Architekten Oswin Kunze für den Bauunternehmer Karl Nazarek errichtetes dreigeschossiges Doppelmietshaus. Putzfassade mit Ziegelsockel, fensterumgreifenden Ziegelbändern und Jugendstilornamentik. Pro Doppelhaushälfte jeweils zwei in den Obergeschossen leicht vorstehende und in Lukarnen mit Blendfachwerk und Schwebegiebeln schließende Achsen. Die Eingänge rückseitig, in den Geschossen pro Eingang jeweils zwei Wohnungen. | 09296145 |
| Direkt Bild zu diesem Denkmal hochladen | Doppelmietshaus in offener Bebauung mit Vorgarten | Johannastraße 12; 14 (Karte)                                                                 | 1903 (Doppelmietshaus)                                                                                    | interessant gestaltete Klinker-Putz-Fassade, baugeschichtlich von Bedeutung Freistehendes, 1903 nach Plänen des Architekten M. E. Reichardt für den Bauunternehmer Robert Böhme errichtetes dreigeschossiges Doppelmietshaus. Ziegelsockel, das Erdgeschoss verputzt mit Nutung, die Obergeschosse an der Vorderfront klinkerverkleidet mit Stuckgliederungen, an den durchfensterten Giebelfronten ebenfalls verputzt. Jeweils über den beiden mittleren Achsen beider Doppelhaushälften ein Dreiecksgiebel mit Rundfenster. Die Eingänge rückseitig. In den Geschossen pro Eingang jeweils zwei Wohnungen. | 09296146 |
| Direkt Bild zu diesem Denkmal hochladen | Doppelwohnhaus in offener Bebauung mit Vorgarten | Johannishöhe 1; 3 (Karte)                                                                    | 1926–1927 (Doppelwohnhaus)                                                                                | Putzfassade mit breiter Bänderung und Ziegelsockel, im traditionalistischen Stil, Teil der Siedlung Johannishöhe, baugeschichtlich von Bedeutung | 09296165 |
| Direkt Bild zu diesem Denkmal hochladen | Doppelwohnhaus in offener Bebauung mit Vorgarten | Johannishöhe 5; 7 (Karte)                                                                    | 1926–1927 (Doppelwohnhaus)                                                                                | Putzfassade mit breiter Bänderung und Ziegelsockel, im traditionalistischen Stil, Teil der Siedlung Johannishöhe, baugeschichtlich von Bedeutung | 09296164 |
| Direkt Bild zu diesem Denkmal hochladen | Doppelwohnhaus in offener Bebauung mit Vorgarten | Johannishöhe 9; 11 (Karte)                                                                   | 1926–1927 (Doppelwohnhaus)                                                                                | Putzfassade mit breiter Bänderung und Ziegelsockel, im traditionalistischen Stil, Teil der Siedlung Johannishöhe, baugeschichtlich von Bedeutung | 09296163 |
| Direkt Bild zu diesem Denkmal hochladen | Doppelwohnhaus in offener Bebauung mit Vorgarten | Johannishöhe 13; 15 (Karte)                                                                  | 1926–1927 (Doppelwohnhaus)                                                                                | Putzfassade mit breiter Bänderung und Ziegelsockel, im traditionalistischen Stil, Teil der Siedlung Johannishöhe, baugeschichtlich von Bedeutung | 09296161 |
| Direkt Bild zu diesem Denkmal hochladen | Hälfte eines Doppelwohnhauses in offener Bebauung mit Vorgarten | Johannishöhe 17 (Karte)                                                                      | 1926–1927 (Wohnhaus)                                                                                      | Putzfassade mit breiter Bänderung und Ziegelsockel, im traditionalistischen Stil, Teil der Siedlung Johannishöhe, baugeschichtlich von Bedeutung | 09296160 |
| Direkt Bild zu diesem Denkmal hochladen | Doppelwohnhaus in offener Bebauung mit Vorgarten | Johannishöhe 21; 23 (Karte)                                                                  | 1926–1927 (Doppelwohnhaus)                                                                                | Putzfassade mit breiter Bänderung und Ziegelsockel, im traditionalistischen Stil, Teil der Siedlung Johannishöhe, baugeschichtlich von Bedeutung | 09296762 |
| Direkt Bild zu diesem Denkmal hochladen | Doppelwohnhaus in offener Bebauung mit Vorgarten | Johannishöhe 25; 27 (Karte)                                                                  | 1926–1927 (Doppelwohnhaus)                                                                                | Putzfassade mit breiter Bänderung und Ziegelsockel, im traditionalistischen Stil, Teil der Siedlung Johannishöhe, baugeschichtlich von Bedeutung | 09296159 |
| Direkt Bild zu diesem Denkmal hochladen | Doppelwohnhaus (Anschrift: Johannishöhe 29 und Markkleeberger Straße 34) in offener Bebauung, mit Vorgarten | Johannishöhe 29 (Karte)                                                                      | 1926–1927 (Wohnhaus)                                                                                      | Putzfassade mit breiter Bänderung und Ziegelsockel, im traditionalistischen Stil, Teil der Siedlung Johannishöhe, baugeschichtlich von Bedeutung | 09296158 |
| Direkt Bild zu diesem Denkmal hochladen | Wohnanlage Bei der Krähenhütte: Mehrfamilienhäuser einer Siedlung, mit Vorgärten und Hofgrün mit altem Gehölzbestand | Kahlhoffweg 8; 10; 12; 14; 16 (Karte)                                                        | 1938–1940 (Wohnhäuser)                                                                                    | | 09299338 |
| Direkt Bild zu diesem Denkmal hochladen | Villa und Garten | Kuhnaustraße 1 (Karte)                                                                       | 1925–1927 (Villa)                                                                                         | einfache Putzfassade mit Mansarddach, seltener Garageneinbau in der Villa, Umbau in den 1930er Jahren, rückwärtiger Runderker statt Terrasse, im traditionalistischen Stil der 1920er/1930er Jahre, baugeschichtlich von Bedeutung Direkt an der Grenze zwischen Leipzig und Markkleeberg entstand auf Leipzig-Dölitzer Flur in den Jahren 1927 bis 1928 ein Einfamilienhaus für den Dr. jur. Leonhard Slowinski. Der frühere Eigentümer, Kaufmann Wilhelm Gustav Hahn, hatte das an der Planstraße XV liegende Grundstück 1925 vermessen lassen. Entwurf, Ausführung, Statik und Bauleitung für das auf großzügigem Grundstück zu erbauende Haus übernahm Architekt Robert Pätz, Inhaber eines Architekturbüros und einer Baumaterialien-Handlung im nahe gelegenen Borna. Gemeinsam mit Herrn Slowinski bemühte er sich um einige behördliche Ausnahmen, dieser bemerkte „höflichst, dass ich nach 4jährigem Felddienst meine Heimat die Provinz Posen aufgeben musste, und mir nach großen Entbehrungen durch den Neubau endlich wieder ein Heim schaffen will.“ Konzipiert wurde ein repräsentativer villenartiger Bau mit Landhauscharakter. Auf Betreiben der Baubehörde erfolgte etwa vier Wochen nach Antragstellung die Änderung der Entwürfe hin zu einem Zweifamilienhaus. Parterre und Mansardengeschoss umfassten nun Vorplatz, vier Zimmer, Küche nebst Speisekammer sowie Bad/WC. Jedoch war beantragt, die Trennwände „als Glasverschläge zu genehmigen, da bei einer evangelischen Wohnungsnotaufhebung als Einfamilienhaus benutzt werden ... und somit eine entsprechend große Diele geschaffen werden“ kann. Eine weitere Tektur betraf, die Höhenlage der Kellerdecke um 50 Zentimeter zu heben, da ca. 60 cm unter Bodenniveau eine Tonschicht gefunden wurde und Sorge eindringendem Wasser im Keller bestand. Die Fassade war einfach in Putzkalkmörtel gedacht, die innere Einrichtung in solider guter Ausführung. Rote Biberschwänze verkleideten die Wangen der Gauben, ansonsten erhielt das Mansarddach und die Walmdächer der Gauben naturrote ungefalzte Hohlpfannen. Markant ist der halbrund vor die auf Stuckdekor verzichtende Fassade mittig gestellte Standerker, die weit vorstehende profilierte Traufe, das erwähnte, recht hohe Kellergeschoss. Eindrücklich gestaltete sich die Gesamtanlage des Grundstücks durch den weitläufigen Garten mit Teich, Steingarten und Trockenmauern, terrassiertem Aufbau, künstlerischer freiräumlicher Ausstattung und den der Fassade vorgestellten Vorgarten nebst Einfriedung. Im Jahr 1934 wurde an das Haus rückwärtig ein einstöckiger Verandaanbau gefügt, wobei der entwerfende Architekt Willy Kiesshauer auch bauleitend tätig war. Zwischen 2001 und 2003 erfolgten Sanierung und Neufassung der schon zu diesem Zeitpunkt nicht mehr originalen Einfriedung. Ein geändertes Erscheinungsbild besteht seit dem Neubau eines zweiten Baukörpers mit Flachdach sowie Verbindungstrakt zum Altbau. Die Großzügigkeit und Raffinesse des historischen Bestandes ist stark beeinträchtigt, die ehemalige Gartengestaltung im Detail, u. a. der Teich, verloren. Beinahe komplett erhalten sind Teile der qualitativ überdurchschnittlichen Villenausstattung, auch nach der Sanierung in den 2000er Jahren, erhalten. LfD/2019 | 09299334 |
| Direkt Bild zu diesem Denkmal hochladen | Doppelwohnhaus mit Vorgarten und Einfriedung | Kuhnaustraße 4, 6 (Karte)                                                                    | 1927–1928 (Doppelwohnhaus); 1928 (Einfriedung)                                                            | Bau- und ortsentwicklungsgeschichtlich sowie architekturgeschichtlich als ein seltenes Bauwerk des Architekten Otto Fischbeck von Bedeutung | 09307446 |
| Direkt Bild zu diesem Denkmal hochladen | Sachgesamtheit Alter Friedhof Dölitz (ohne Einzeldenkmale) | Leinestraße (Karte)                                                                          | 1877 (Friedhof)                                                                                           | langgestrecktes Friedhofsgelände mit Hauptallee und ehemals mehreren Erbbegräbnissen, neogotische Leichenhalle von 1877 mittlerweile abgebrochen, ortsgeschichtlich von Bedeutung Friedhof für Dölitz. Langgestrecktes, 1877 für die evangelische Kirchengemeinde zu Markkleeberg angelegtes Friedhofsgelände mit auf die Leichenhalle zuführender Hauptallee. Die dreiachsige Leichenhalle 1877 in neugotischen Formen durch den Zimmermeister Louis Rossberger errichtet. An der westlichen Längsseite mehrere Erbbegräbnisse aus dem ersten Jahrzehnt des 20. Jahrhunderts. Der Glockenturm neben der Leichenhalle 1953 nach Plänen von Architekt Paul Busse. Leichenhalle und Glockenturm wurden vor 2013 abgebrochen. | 09296147 |
| Weitere Bilder                          | Handschwengelpumpe mit Brunnenschacht und Abdeckplatte sowie Baumpaar | Leinestraße (Karte)                                                                          | 1909–1910 (Handschwengelpumpe)                                                                            | auf einem kleinen Platz vor Nummer 52, Insel hinter dem Teich, Typ Delphin, ortsgeschichtlich von Bedeutung Gusseiserne Handschwengelpumpe des Typs Delphin auf dem kleinen Platz gegenüber von Nummer 52. Der Aufsatz und Ausguss fehlen. Um 1900. Von Baumpaar aus Winterlinden flankiert. LfD/2019 | 09296136 |
| Direkt Bild zu diesem Denkmal hochladen | Mietshaus in halboffener Bebauung | Leinestraße 2 (Karte)                                                                        | 1897–1898 (Mietshaus)                                                                                     | historistische Putzfassade mit Ziegelsockel, baugeschichtlich von Bedeutung Dreigeschossiges, 1897–1898 nach Plänen von O. Manike für Karl Schneider errichtetes Mietshaus. Putzfassade mit Ziegelsockel, Stuckgliederungen und für die Entstehungszeit altertümlich wirkendem zarten Stuckdekor, das Erdgeschoss genutet. In den Geschossen jeweils zwei Wohnungen. | 09296115 |
| Direkt Bild zu diesem Denkmal hochladen | Mietshaus in halboffener Bebauung | Leinestraße 4 (Karte)                                                                        | 1898–1899 (Mietshaus)                                                                                     | historistische mehrfarbige Klinkerfassade, baugeschichtlich von Bedeutung 1898–1899 durch den auch als Bauherrn zeichnenden Bauunternehmer und Maurermeister Hermann Nebe errichtetes dreigeschossiges Mietshaus. Klinkerbau mit Ziegelsockel, verputztem und genutetem Erdgeschoss sowie Stuckgliederungen. Im Dachbereich vier durch vorstehende abgewalmte Bedachungen markante Lukarnen. Die Geschosse mit jeweils zwei Wohnungen. | 09296116 |
| Direkt Bild zu diesem Denkmal hochladen | Doppelmietshaus (Anschrift: Leinestraße 6 und Wincklerstraße 2) in offener Bebauung und Ecklage | Leinestraße 6 (Karte)                                                                        | 1901 (Doppelmietshaus)                                                                                    | mit Eckladen, historistische mehrfarbige Klinkerfassade, Eckbetonung durch erhöhten Eckbau, baugeschichtlich von Bedeutung Dreigeschossiges Doppelmietshaus in abgefaster Ecklage mit Wincklerstraße Nummer 2, errichtet 1901 nach Plänen des Architekten Arthur Riehl für den Bauunternehmer und Maurermeister Hermann Nebe. Klinkerbau mit Ziegelsockel und verputztem, ehemals genutetem Erdgeschoss, die Obergeschosse mit farbig abgesetztem Klinkerdekor. Die Eckachsen an Leinestraße Nummer 6 bis in den Dachbereich massiv, die seitlichen Dachausbauten später. In den Geschossen des Eckgebäudes jeweils drei, in denen von Wincklerstraße 2 jeweils zwei Wohnungen. | 09296149 |
| Direkt Bild zu diesem Denkmal hochladen | Mietshaus in halboffener Bebauung in Ecklage | Leinestraße 8 (Karte)                                                                        | 1902 (Mietshaus)                                                                                          | späthistoristische Klinker-Putz-Fassade, Eckbetonung durch überhöhten Eckbau, baugeschichtlich von Bedeutung Nach Plänen des Architekten Arthur Riehl 1902 für den Mühlenbesitzer Richard Klemm errichtetes dreigeschossiges Mietshaus in abgefaster Ecklage zur Wincklerstraße. Klinkerbau mit kunststeinverkleidetem Sockel, verputztem, ehemals genutetem Erdgeschoss und Stuckgliederungen. Die bis in den Dachbereich massiv ausgeführten Eckachsen ebenso wie die Seitenrisalite zu beiden Straßenfronten leicht vorstehend. Über den Risaliten sowie den Eckausbau flankierend vier Dachhäuser mit vorstehenden, abgewalmten Bedachungen. In den Geschossen jeweils drei Wohnungen. | 09296117 |
| Direkt Bild zu diesem Denkmal hochladen | Doppelwohnhaus in offener Bebauung in Ecklage, mit Vorgarten | Leinestraße 40; 42 (Karte)                                                                   | 1927 (Doppelwohnhaus)                                                                                     | Putzfassade mit breiter Bänderung und Ziegelsockel, im traditionalistischen Stil, Teil der Siedlung Johannishöhe, baugeschichtlich von Bedeutung | 09296166 |
| Direkt Bild zu diesem Denkmal hochladen | Doppelwohnhaus in offener Bebauung mit Vorgarten | Leinestraße 44; 46 (Karte)                                                                   | 1927–1928 (Doppelwohnhaus)                                                                                | Putzfassade mit breiter Bänderung und Ziegelsockel, im traditionalistischen Stil, Teil der Siedlung Johannishöhe, baugeschichtlich von Bedeutung | 09296763 |
| Weitere Bilder                          | Einzeldenkmale der Sachgesamtheit Stiftsgut Dösen (Obj. 09306855): Wohnhaus mit Stallanbau sowie Einfriedung eines ehemaligen Dreiseithofes | Leinestraße 50 (Karte)                                                                       | vor 1863 (Wohnstallhaus)                                                                                  | alte Dorflage Dösen, einfach gestaltete Putzfassade, Zwillingsfenster im Giebel, regionaltypisches Bauernhaus der 2. Hälfte des 19. Jahrhunderts, baugeschichtlich von Bedeutung Die bereits 1863 vorhandene Gutsanlage wird in der zweiten Hälfte des 19. Jahrhunderts weitgehend durch Neubauten ersetzt, ein Wohnhaus von 1868, einen daran angrenzenden Kuhstall von 1880 und ein gegenüberliegendes Wirtschaftsgebäude von 1882. Lediglich die rückwärtig den Dreiseithof abschließende Scheune der alten Hofanlage blieb nach einer 1863 erfolgten Erweiterung bis zu ihrem Abbruch 1982 stehen. Die neuen Gebäude entstanden als verputzte Ziegelbauten, das zweigeschossige Wohnhaus mit gekuppelten Fenstern in der Giebelfront durch den Zimmermeister Wilhelm Lindner für den Gutsbesitzer Traugott Leberecht Peters, der Stall gleichfalls durch Lindner für Peters Witwe Pauline und das von ziegelgemauerten Zahnschnittgesimsen untergliederte Wirtschaftsgebäude mit zwei zu Lukarnen ausgebauten Ladeluken durch den Maurermeister Hermann Stichel für den neuen Gutsbesitzer Franz Michel. Zur Hoffahrt wird die Gutsanlage von einer Einfriedung mit verputzten Ziegelpfen abgeschlossen. 1916 Umbau von Wohnhaus und Stall zu einer Zweiganstalt des Heilerziehungsheimes Fürsorgeverband Leipzig. | 09296139 |
|                                         | Einzeldenkmale der Sachgesamtheit Stiftsgut Dösen (Obj. 09306855): Wohnhaus, daran angebautes Stallgebäude, winkelförmige Scheune, Hofeinfahrt und südliches Tor (Flst. 20i) sowie Einfriedungsmauer | Leinestraße 52; 52a; 52b; 52d (Karte)                                                        | vor 1856 (Gutsverwalterhaus), 1. Hälfte 18. Jahrhundert (Scheune)                                         | alte Ortslage Dösen, vierseitiger Gutshof, Wohnhaus und angrenzender Stall als Putzbauten mit Ziegelgliederung, Scheune in Bruchsteinmauerwerk, Toreinfahrt mit Pfeilern aus Sandstein, ehemals Vorwerk, später Stiftsgut des ehemaligen Johannishospitals Leipzig, baugeschichtlich und ortsgeschichtlich von Bedeutung Stiftsgut des ehemaligen Johannishospitales, 1856 im Besitz von Dr. Carl Brox, 1875 bezeichnet als Rittergut im Besitz des Curt von Funcke, 1918 in städtischem Eigentum. Vierseitiger Gutshof mit Wohnhaus, Wirtschaftsgebäude, Scheunen, Hofeinfahrt und Einfriedungsmauer. Seitlich rechts von der Einfahrt das Gutsbesitzerhaus, errichtet um 1875 als zweigeschossiger Putzbau mit Ziegelgliederungen und breiter Giebelfront zur Dorfmitte. Daran angrenzend ein gleichfalls zweigeschossiges Wirtschaftsgebäude als verputzter Ziegelbau mit zwei segmentbogigen Eingängen, erste Hälfte des 19. Jahrhunderts. Der links der Einfahrt gelegene Flügel mit Pächterhaus, Leutestube und Stallung womöglich ebenfalls aus dieser Zeit, 1986 wurde er durch Neubauten ersetzt. Der rückwärtige Teil des Hofes wird durch zwei langgestreckte Scheunen begrenzt. Die südliche Scheune mit ihrem rohen Bruchsteinmauerwerk, segmentbogigen Toreinfahrten und zwei Fledermausgauben im Dachbereich entstand noch in der zweiten Hälfte des 18. Jahrhunderts und stellt somit einen Überrest der alten, in der Völkerschlacht 1813 zerstörten Gutsanlage dar. Gleichfalls aus dem 18. Jahrhundert ist die Hofeinfahrt mit zwei von Kugelaufsätzen bekrönten Sandsteinpfosten überkommen. | 09296137 |
| Weitere Bilder                          | Sachgesamtheit Stiftsgut Dösen mit folgenden Einzeldenkmalen: ehemaliges Vorwerk, später Gutsanlage mit Wohnhaus, daran angebautem Stallgebäude, winkelförmiger Scheune, Hofeinfahrt und südlichem Tor (Flst. 20i) sowie Einfriedungsmauer (Leinestraße 52, 52a, 52b, 52d, Obj. 09296137), Wohnhaus mit Stallanbau sowie Einfriedung eines ehemaligen Dreiseithofes (Leinestraße 50, Obj. 09296139), Kirche (mit Ausstattung) im ehemaligen Gutspark, heute Kirchpark (Markkleeberger Straße 25, Obj. 09296140), außerdem ehemaliger Küchengarten (Flst. 20a), der Untere Dorfteich Dösen, Einfriedungszaun an der Markkleeberger Straße und Treppe zum Kirchpark sowie Hofpflasterung als Sachgesamtheitsteile | Leinestraße 52; 52a; 52b; 52d (Karte)                                                        | | alte Ortslage Dösen, ehemals Vorwerk, später Stiftsgut des ehemaligen Johannishospitals Leipzig, baugeschichtlich, gartengeschichtlich und ortsgeschichtlich von Bedeutung Datierung | 09306855 |
| Direkt Bild zu diesem Denkmal hochladen | Doppelwohnhaus in offener Bebauung mit Vorgarten | Markkleeberger Straße 4; 6 (Karte)                                                           | 1927–1928 (Doppelwohnhaus)                                                                                | Putzfassade mit breiter Bänderung und Ziegelsockel, im traditionalistischen Stil, Teil der Siedlung Johannishöhe, baugeschichtlich von Bedeutung | 09296150 |
| Direkt Bild zu diesem Denkmal hochladen | Doppelwohnhaus in offener Bebauung mit Vorgarten | Markkleeberger Straße 8; 10 (Karte)                                                          | 1927–1928 (Doppelwohnhaus)                                                                                | Putzfassade mit breiter Bänderung und Ziegelsockel, im traditionalistischen Stil, Teil der Siedlung Johannishöhe, baugeschichtlich von Bedeutung | 09296151 |
| Direkt Bild zu diesem Denkmal hochladen | Doppelwohnhaus in offener Bebauung mit Vorgarten | Markkleeberger Straße 12; 14 (Karte)                                                         | 1927–1928 (Doppelwohnhaus)                                                                                | Putzfassade mit breiter Bänderung und Ziegelsockel, im traditionalistischen Stil, Teil der Siedlung Johannishöhe, baugeschichtlich von Bedeutung | 09296152 |
| Direkt Bild zu diesem Denkmal hochladen | Doppelwohnhaus in offener Bebauung mit Vorgarten | Markkleeberger Straße 16; 18 (Karte)                                                         | 1927–1928 (Doppelwohnhaus)                                                                                | Putzfassade mit breiter Bänderung und Ziegelsockel, im traditionalistischen Stil, Teil der Siedlung Johannishöhe, baugeschichtlich von Bedeutung | 09296153 |
| Direkt Bild zu diesem Denkmal hochladen | Doppelwohnhaus in offener Bebauung mit Vorgarten und Einfriedung bei Nr. 22 | Markkleeberger Straße 20; 22 (Karte)                                                         | 1927–1928 (Doppelwohnhaus)                                                                                | Putzfassade mit breiter Bänderung und Ziegelsockel, im traditionalistischen Stil, Teil der Siedlung Johannishöhe, baugeschichtlich von Bedeutung | 09296154 |
| Direkt Bild zu diesem Denkmal hochladen | Doppelwohnhaus in offener Bebauung mit Vorgarten | Markkleeberger Straße 24; 26 (Karte)                                                         | 1927–1928 (Doppelwohnhaus)                                                                                | Putzfassade mit breiter Bänderung und Ziegelsockel, im traditionalistischen Stil, Teil der Siedlung Johannishöhe, baugeschichtlich von Bedeutung | 09296155 |
|                                         | Einzeldenkmal der Sachgesamtheit Stiftsgut Dösen (Obj. 09306855): Kirche (mit Ausstattung) im ehemaligen Gutspark, heute Kirchpark | Markkleeberger Straße 25 (Karte)                                                             | 1933–1934 (Kirche), Anfang 20. Jh. (Orgel)                                                                | schlichter kleiner Saalbau mit eingezogenem Chor und kubischem Westturm, erbaut als Notkirche, Reste des Gutsparks erhalten, Zugangsbereich als gestaltete Grünanlage, Filialkirche der Kirchgemeinde Markkleeberg-Ost, baugeschichtlich, gartengeschichtlich und ortsgeschichtlich von Bedeutung Johanniskirche Dösen, Filialkirche der evangelisch-lutherischen Kirchgemeinde Markkleeberg. 1933–1934 nach Plänen des Architekten Georg Staufert auf einem abgetrennten Gelände des ehemaligen Stiftsgutes errichteter kleiner Saalbau mit Chor und halbrunder Apsis. Putzbau aus NOFOT-Steinen und Abbruchmaterial der Schleußiger Fachwerkkirche mit Ziegelsockel, ursprünglich nur als Notkirche für die infolge der Anlage der Siedlung Johannishöhe stark angewachsene Bevölkerung Dösens gedacht. Vor der Westseite ein elf Meter hoher Glockenturm, darin der Eingang mit ziegelverblendeten Gewänden. Flankiert wird der Turm von zwei über die Flucht des Kirchenschiffs vorspringenden, die gleiche Dachneigung aufweisenden Anbauten für Gemeinderäume. Die Orgel Anfang 20. Jahrhunderts von der Firma W. E. Schmeisser und Sohn. Die Kirche wurde in dem bereits bestehenden landschaftlichen Gutspark des Stiftsguts errichtet. Dieser wird heute als Kirchpark genutzt und ist vor allem durch seinen wertvoller Altgehölzbestand gekennzeichnet. Die Gestaltung des Eingangsbereichs ist jünger und auf die Kirche bezogen: von der Zugangstreppe an der Markkleeberger Straße führt ein Weg mit jüngerem Betonpattenbelag zur Tür der Kirche. Rechts und links begleiten Rosenbeete und niedrige, geschnittene Weißdorn-Hecken den Weg. Eine Blut-Buche und eine Stiel-Eiche rahmen die Kirche. Die Johanniskirche mit ihrer Ausstattung und der sie umgebende Park sind von baugeschichtlicher, gartengeschichtlicher und ortsgeschichtlicher Bedeutung. LfD/1993/1998 | 09296140 |
| Direkt Bild zu diesem Denkmal hochladen | Dreifachwohnhaus in offener Bebauung mit Vorgarten | Markkleeberger Straße 28; 30; 32 (Karte)                                                     | 1927–1928 (Wohnhaus)                                                                                      | Putzfassade mit breiter Bänderung und Ziegelsockel, im traditionalistischen Stil, Teil der Siedlung Johannishöhe, baugeschichtlich von Bedeutung | 09296156 |
| Direkt Bild zu diesem Denkmal hochladen | Doppelwohnhaus (Anschrift: Johannishöhe 29 und Markkleeberger Straße 34) in offener Bebauung, mit Vorgarten | Markkleeberger Straße 34 (Karte)                                                             | 1926–1927 (Wohnhaus)                                                                                      | Putzfassade mit breiter Bänderung und Ziegelsockel, im traditionalistischen Stil, Teil der Siedlung Johannishöhe, baugeschichtlich von Bedeutung | 09296158 |
| Direkt Bild zu diesem Denkmal hochladen | Doppelmietshaus in offener Bebauung mit Vorgarten | Matzelstraße 5; 7 (Karte)                                                                    | 1911 (Doppelmietshaus)                                                                                    | sparsam dekorierte Putzfassade, im Reformstil der Zeit um 1910, baugeschichtlich von Bedeutung 1910 von Baumeister Moritz Eulitz für die Pschaffner Küttner und Hoyer erbaut. Großes städtisches Doppelmietshaus mit zeitgemäßer Gestaltung: Über hohem durchgehend genuteten Sockel vertikale Fassadengliederung durch zentralen breiten Giebel, flankierende polygonale Erker und herumgeführte Eckerker. Nur zurückhaltender Fassadenschmuck in den Erker-Putzspiegeln. | 09296633 |
| Direkt Bild zu diesem Denkmal hochladen | Mietshaus (mit drei Eingängen) in halboffener Bebauung in Ecklage, Waschhausanbau im Hof | Matzelstraße 9; 9a; 9b (Karte)                                                               | um 1935 (Mietshaus)                                                                                       | markant gegliederte Putzfassade, ehemals mit drei Läden, Eckbau mit breit überhöhter Ecke, im Stil der 1920er/1930er Jahre, baugeschichtlich von Bedeutung | 09299252 |
| Direkt Bild zu diesem Denkmal hochladen | Mietshaus in halboffener Bebauung | Newtonstraße 5 (Karte)                                                                       | 1900 (Mietshaus)                                                                                          | reich dekorierte, historistische Klinker-Putz-Fassade, baugeschichtlich von Bedeutung 1900 durch den Bauunternehmer und Maurermeister Hermann Nebe für Glasermeister Fritz Wutzler errichtetes dreigeschossiges Mietshaus. Ziegelsockel, das Erdgeschoss verputzt mit Nutung, die Obergeschosse klinkerverkleidet mit Stuckgliederungen. Über den beiden leicht vorstehenden Seitenrisaliten im Mansarddach zwei von Rundgiebeln bekrönte Dachhäuser, über den Achsen der Rücklage zwei Lukarnen mit Dreiecksgiebeln. Die Geschosse mit jeweils zwei Wohnungen. | 09296123 |
| Direkt Bild zu diesem Denkmal hochladen | Mietshaus in halboffener Bebauung | Newtonstraße 7 (Karte)                                                                       | 1902–1903 (Mietshaus)                                                                                     | historistische Klinker-Putz-Fassade, baugeschichtlich von Bedeutung Durch den Maurermeister Johann Friedrich Dittrich 1905 für den Handarbeiter Karl Schober errichtetes dreigeschossiges Mietshaus, das in Fassadengliederung und Kubatur Anregungen von dem fünf Jahre zuvor erbauten, um zwei Achsen breiteren Nachbarhaus Nummer 5 aufgreift. Ähnlich wie dort besitzt der Klinkerbau zwei leicht vorstehende, von Lukarnen mit Segmentbogengiebeln bekrönte Seitenrisalite und ein Mansarddach mit hohem Spitzboden, während die mittleren Achsen von kleineren Dachhäusern mit Dreiecksgiebeln überragt werden. Über dem Ziegelsockel ein verputztes und ehemals mit einer Nutung versehenes Erdgeschoss, die klinkerverkleideten Obergeschosse mit Stuckgliederungen und in farbigem Wechsel gestalteten Klinkerbögen. In den Geschossen jeweils zwei Wohnungen. | 09296122 |
| Direkt Bild zu diesem Denkmal hochladen | Mietshaus in offener Bebauung in Ecklage | Newtonstraße 9 (Karte)                                                                       | 1900 (Mietshaus)                                                                                          | Eckbetonung durch erhöhten Eckbau, historistische Klinker-Putz-Fassade, baugeschichtlich von Bedeutung Durch den auch als Bauherr zeichnenden Maurermeister Hermann Kühnast 1900 errichtetes dreigeschossiges Mietshaus in abgefaster Ecklage zur Wincklerstraße. Über einem Ziegelsockel das Erdgeschoss verputzt mit Nutung, die Obergeschosse klinkerverkleidet mit Stuckgliederungen. Die Eckachsen sind bis in das Dachgeschoss massiv ausgeführt. Das Erdgeschoss ursprünglich mit Eckladen, in den Geschossen jeweils drei Wohnungen. In den 1930er Jahren massiver Dachausbau an der Straßenfront zur Wincklerstraße. LfD/1998 | 09296121 |
| Direkt Bild zu diesem Denkmal hochladen | Mietshaus in offener Bebauung in Ecklage | Newtonstraße 11 (Karte)                                                                      | 1905 (Mietshaus)                                                                                          | Kopfbau eines kleinen Platzanlage, Betonung der Kopflage durch breite abgeschrägte Front, historisierende Klinker-Putz-Fassade, baugeschichtlich und städtebaulich von Bedeutung Fünf Jahre nach seinem Eckhaus Nummer 5 errichtete der Maurermeister Hermann Kühnast, wiederum auch als Bauherr zeichnend, ein weiteres dreigeschossiges Eckgebäude in breiter Kopflage am Zusammentreffen von Leine- und Newtonstraße. Das dreigeschossige Mietshaus mit Kunststeinsockel sowie verputztem und genutetem Erdgeschoss. Besonders markant sind die Obergeschosse durch einen ornamental durchgestalteten Wechsel von klinkerverkleideten und verputzten Flächen. In den Geschossen jeweils drei Wohnungen. LfD/1998 | 09296119 |
| Direkt Bild zu diesem Denkmal hochladen | Stadtpark mit Gaststätte, dazugehöriger Terrasse und Ausstattung, Allee, vier Pergolen, drei Skulpturen, Spielgeräten und Teichen (Erholungspark Lößnig-Dölitz) | Siegfriedstraße 25 (Karte)                                                                   | Ab 1989 (Parkanlage und „Leipziger Auenflora und -fauna“); 1990 („Wasserzauber“ und „Schäferstündchen“)   | Großzügige Anlage im Stile eines klassischen Landschaftsparks, von gartengeschichtlicher, künstlerischer sowie städtebaulicher Bedeutung, der Park besitzt aufgrund seiner Entstehungszeit in den 1980er Jahren Seltenheitswert. 1982 beschloss der Rat der Stadt Leipzig, die Flächen oberhalb des ehemaligen Braunkohlenschachts Dölitz an der Friederikenstraße parkartig zu gestalten. Bereits 1962 hatte das Gebiet den Status eines Landschaftsschutzgebietes erhalten. Das Areal ist aufgrund von Bergsenkungen als Bebauungsgebiet unbrauchbar. Zudem wurde ein Bedarf an Freiräumen zur wohnnahen Erholung für rund 18.000 Bewohner, vor allem der des benachbarten Neubaugebietes an der Zwickauer Straße, gesehen. Befördernd für die in der DDR seltene Neuanlage eines Parks dieser Größe war zudem der Umstand, dass es sich um eine Bergbaufolgelandschaft handelte und somit staatliche Mittel aus der Bergbau-Rekultivierung in den Park investiert werden konnten. Die Vorplanung erfolgte 1976 im Büro des Chefarchitekten der Stadt Leipzig unter Leitung der Landschaftsarchitektin Henriette Krahnstöver. Werkplanung und Ausführung übernahm der VEB Garten- und Landschaftsgestaltung Leipzig in der ersten Hälfte der 1980er Jahre. Der Park wurde im Stil eines klassischen Landschaftsparks gestaltet: mit großzügigen, fließenden Räumen, größeren Gehölzflächen und Baumgruppen mit vorgesetzten Solitärgehölzen. Vorhandene Wasserflächen, wie der große Stauteich im Nordwesten, der Silbersee im Zentrum der Anlage und der Schäferteich an der Gaststätte, wurden in die Gestaltung einbezogen. Gestalterische Höhepunkte sollten zudem besondere Einrichtungen schaffen, so beispielsweise die Gaststätte Zur Schäferei mit Gastronomie- und Imbissangebot, eine Asphaltbahn für Modellfahrzeuge. Im Gegensatz zu den großzügigen offenen Flächen steht ein kleinteiliger, recht intimer Aufenthaltsbereich mit Pergola, Tischtennisplätzen, Sitzbereichen und Pflanzschalen. Im Kontext seiner Entstehungszeit in den 1980er Jahren muss der Naherholungspark Lößnig-Dölitz – insbesondere auch hinsichtlich seiner Ausdehnung von 95 ha – aufgrund der angespannten wirtschaftlichen Lage in der DDR als außergewöhnlich und einzigartig bezeichnet werden. Parallelen zeigen lediglich der Kulturpark der Stadt Neubrandenburg (1968–1977, 32 ha) und der Ernst-Thälmann-Park in Berlin (1983–1986, 25 ha). | 09307013 |
| Direkt Bild zu diesem Denkmal hochladen | Wohnhaus | Vollhardtstraße 2d (Karte)                                                                   | 2. Hälfte 18. Jh. (Wohnhaus)                                                                              | alte Dorflage Dölitz, eingeschossiges ländliches Wohnhaus in rückwärtiger Lage, schlichte Putzfassade mit Krüppelwalmdach, sozialgeschichtlich von Bedeutung | 09296666 |
| Direkt Bild zu diesem Denkmal hochladen | Wohnhaus sowie Gartenlaube | Vollhardtstraße 4 (Karte)                                                                    | um 1800, später überformt (Wohnhaus)                                                                      | alte Ortslage Dölitz, zweigeschossiges Wohnhaus mit Satteldach und Zwerchhaus, am Eingang ein Säulenvorbau, ehemaliges Bauernhaus, später Landhaus Leipziger Bürger, 1913 durch den Arzt Robert Bahrdt zum Sommerhaus umgebaut, baugeschichtlich und ortsentwicklungsgeschichtlich von Bedeutung Ein dreiachsiges eingeschossiges Bauernhaus mit zwei Stuben, Küche und Kammer wurde 1876 um ein Geschoss erhöht. 1913 kaufte der Arzt Dr. Bahrdt das Gebäude und ließ es durch den Architekten Arthur Riehl zum Sommerhaus umbauen. Nach Entfernung von Heimatstil-Elementen wie Spaliere und Holzklappläden gewann das Haus – abgesehen vom Säulenvorbau des Eingangs – seinen eher bäuerlichen Charakter zurück. Das eingeschossige Gebäude an der Rückseite – ursprünglich ebenfalls ein Häusler- oder Arbeiterhaus – diente später als Gärtnerhaus der Familie Zehme (Helenenstraße 10). | 09296629 |
| Direkt Bild zu diesem Denkmal hochladen | Ehemalige Schule, mit Gedenktafel | Vollhardtstraße 10; 10a (Karte)                                                              | 1826–1827 (Schule), 1859 (Erweiterung)                                                                    | eingeschossiger Schulbau mit Krüppelwalmdach und Fachwerkgiebel, gusseiserne Gedenktafel für Otto Weickert, der hier 1883 eine Kinderbewahranstalt stiftete, ortsgeschichtlich von Bedeutung 1827 durch Zimmermeister Hörnig erbaute erste Dölitzer Schule. Enthielt eine Schulstube von 7,20 × 8,40 Meter, eine Küche hinter dem Vorhaus und eine Wohnstube für den Lehrer im Dachgeschoss. Wegen wachsender Kinderzahl musste 1859 ein Anbau mit zweiter Schulstube und Wohnung für einen zweiten Lehrer angefügt werden. Nach dem Bau einer neuen Schule an der Bornaischen Straße 1883 wurde die alte Schule durch Dr. Haake und Otto Weickert der Gemeinde als Kinderbewahranstalt gestiftet („Otto-Weickert-Haus“). | 09296209 |
| Direkt Bild zu diesem Denkmal hochladen | Wohnhaus | Vollhardtstraße 12 (Karte)                                                                   | 1808 bis nach 1808 Dendro (2 Proben)                                                                      | eingeschossiges ländliches Wohnhaus, einst Haus des Dölitzer Gerichtsschöffen, zur Zeit der Völkerschlacht 1813 lebte hier der Gerichtsschöffe Gottlieb Vollhardt, später Hirtenhaus der Gemeinde, eingeschossiger Lehmbau mit Satteldach, baugeschichtlich und ortsgeschichtlich von Bedeutung, Dokument für die Volksbildung und Seltenheitswert, eines der wenigen baulichen Zeugnisse aus der Zeit vor den Kämpfen der Völkerschlacht 1813 Eingeschossiges Lehmhaus, giebelständig zum ehemaligen Mühlenweg, zunächst Haus des Gerichtsschöffen, später das Hirtenhaus der Gemeinde. Ursprünglich nur dreiachsig, wurde es 1876 vom Schornsteinfegermeister Gevatter durch den zweigeschossigen zweiachsigen Anbau erweitert, der den Flur mit spindelförmiger Treppe, Küche und Speisekammer enthielt. Auf dem zur Mühle gehörenden Grundstück stand noch ein ähnliches Häusler- oder Arbeiterhaus, südlich davon, neben dem Mühlgrabensteig befand sich das Armenhaus (1912 abgebrochen). | 09296772 |
| Weitere Bilder                          | Mühlenanwesen mit Mühlen-Hauptgebäude (mit technischer Ausstattung) und rückseitiger Wehranlage an der Mühlpleiße sowie Seitengebäude | Vollhardtstraße 16 (Karte)                                                                   | bezeichnet 1670 (Mühle), bezeichnet 1788 (Mühle)                                                          | Mühle Obergeschoss Fachwerk, als Hofanlage weitgehend erhalten, baugeschichtlich, ortsgeschichtlich und technikgeschichtlich von Bedeutung Die Dölitzer Wassermühle ist die einzige im heutigen Leipziger Stadtgebiet mit weitgehend erhaltener alter Mühlentechnik (Mahlstühle, Sichten, Elevatoren und zwei Francisturbinen). Entstanden wahrscheinlich um die Jahrtausendwende mit dem Rittergut (damals wohl durch den Leinebach gespeist), seit dem Bau der Mühlpleiße im 13. Jahrhundert an ihrer heutigen Stelle. 1541 dem Rittergutsbesitzer Thomas von Crewitz als Lehen gegeben, blieb sie bis zur Mitte des 19. Jahrhunderts als Mahl-, Schneide- und Ölmühle im Besitz der Schloßherrschaft. Das Mühlenhauptgebäude – ein zweigeschossiger, langgestreckter Bau mit Feldstein-Sockel und Fachwerk-Obergeschoss unter einem mächtigen Mansarddach – 1738 neu errichtet und nach Zerstörung während der Völkerschlacht 1814 wiederaufgebaut. (Inschrift über der Eingangstür zum Wohnhaus). 1920 stillgelegt, war die Mühle 1961 bis 1974 mit Unterbrechungen wieder in Betrieb. Seit 1992 umfangreiche Sanierungs- und Rekonstruktionsarbeiten am Hauptgebäude, der Mühlentechnik und den Gebäuden der dreiseitig geschlossenen Hofanlage mit dem Ziel der Errichtung eines Grün-Alternativen Zentrums. | 09296638 |
| Weitere Bilder                          | Umgesetztes Seitengebäude eines Bauernhofes aus Breunsdorf, sogenanntes »Gebäude Nr. 17« | Vollhardtstraße 16 (bei) (Karte)                                                             | 1830–1831 (Seitengebäude), 1999–2001, Wiederaufbau vor Ort (Seitengebäude)                                | Obergeschoss Fachwerk, ursprünglich Teil eines großen Breunsdorfer Gehöftes (Nummer 17), im Zuge der Devastierung von Breunsdorf auf das Grundstück der Wassermühle Dölitz umgesetzt, baugeschichtlich von Bedeutung | 08966367 |
| Weitere Bilder                          | Turbinenlaufrad einer Mühle | Vollhardtstraße 16 (bei) (Karte)                                                             | 1901 (Wasserturbine)                                                                                      | als letztes Zeugnis des einstigen Mühlenensembles der Thomasmühle in der Leipziger Innenstadt, gefunden bei Schachtarbeiten am historischen Mühlenstandort und nach Dölitz gebracht, von ortsgeschichtlicher und dokumentarischer Bedeutung | 09262271 |
| Direkt Bild zu diesem Denkmal hochladen | Mietshaus in halboffener Bebauung in Ecklage | Wincklerstraße 1 (Karte)                                                                     | 1902–1903 (Mietshaus)                                                                                     | späthistoristische Klinker-Putz-Fassade, Eckbetonung durch überhöhten Eckbau, baugeschichtlich von Bedeutung Nach Plänen des Architekten Arthur Riehl 1902–1903 durch den Bauunternehmer und Maurermeister Hermann Nebe zusammen mit der Bebauung Leinestraße Nummer 4, 6 und 8 und Wincklerstraße 2 errichtetes dreigeschossiges Mietshaus in abgefaster Ecklage zur Newtonstraße. Klinkerbau mit Ziegelsockel, genutetem Erdgeschoss und Stuckgliederung, im Hof eine eingeschossige, in Ziegelbauweise errichtete Waschküche. Die bis in das Dachgeschoss massiv ausgeführten Eckachsen ebenso wie die Seitenrisalite leicht vorstehend und verputzt. In den Geschossen Nummer 1 jeweils drei Wohnungen. | 09296118 |
| Direkt Bild zu diesem Denkmal hochladen | Doppelmietshaus (Anschrift: Leinestraße 6 und Wincklerstraße 2) in offener Bebauung und Ecklage | Wincklerstraße 2 (Karte)                                                                     | 1901 (Doppelmietshaus)                                                                                    | mit Eckladen, historistische mehrfarbige Klinkerfassade, Eckbetonung durch erhöhten Eckbau, baugeschichtlich von Bedeutung Dreigeschossiges Doppelmietshaus in abgefaster Ecklage mit Wincklerstraße Nummer 2, errichtet 1901 nach Plänen des Architekten Arthur Riehl für den Bauunternehmer und Maurermeister Hermann Nebe. Klinkerbau mit Ziegelsockel und verputztem, ehemals genutetem Erdgeschoss, die Obergeschosse mit farbig abgesetztem Klinkerdekor. Die Eckachsen an Leinestraße Nummer 6 bis in den Dachbereich massiv, die seitlichen Dachausbauten später. In den Geschossen des Eckgebäudes jeweils drei, in denen von Wincklerstraße 2 jeweils zwei Wohnungen. | 09296149 |
| Weitere Bilder                          | Schule mit angebauter Turnhalle, Vorgarten und Schulhof, sowie Einfriedung an der Newtonstraße | Wincklerstraße 3; 5 (Karte)                                                                  | bezeichnet 1904–1905 (Schule), 1912–1913 (Schul-Erweiterung), 1909 (Turnhalle)                            | langgestrecktes zweiflügeliges Schulgebäude, sparsam dekorierte Putzfassade mit ziegelverkleidetem Erdgeschoss, im Reformstil, baugeschichtlich und ortsgeschichtlich von Bedeutung Ehemalige 39. Bezirksschule, errichtet 1904–1905 nach Plänen des Architekturbüros Reichel & Kühn, das mit seinem Entwurf „Für Dölitz und Dösen“ den im Frühjahr 1904 ausgeschriebenen Wettbewerb gewonnen hatte. Dreigeschossiger, zunächst einflügeliger Schulbau längs der Wincklerstraße. Souterrain und Erdgeschoss sind ziegelverkleidet und bilden eine hohe Sockelzone, darüber die mit einem Rauputz versehenen Obergeschosse. Die mittleren Achsen springen oberhalb des Erdgeschosses leicht vor und werden von einem breiten abgewalmten Giebel mit der Schuluhr bekrönt. Darüber ein verschieferter polygonaler Turmaufsatz mit geschweifter Haube. Rechts den mittleren Achsen vorgesetzt ein Eingangsrisalit mit segmentbogig vorspringendem Erker. 1909 Errichtung einer Turnhalle nach Plänen von Reichel & Kühn an der rückwärtigen Grundstücksgrenze, ein eingeschossiger Putzbau mit Ziegelsockel und Walmdach, der durch breite Thermenfenster in den Giebelseiten belichtet wird. 1912–1913 entsteht, ebenfalls nach Plänen des Architekturbüros Reichel & Kühn, ein südlich an das Schulgebäude anschließender und dieses mit der Turnhalle verbindender zweiflügeliger, dreigeschossiger Erweiterungsbau. Die Fassadengestaltung des Altbaues aufgreifend, wird die nunmehr langgestreckte, asymmetrische Front zur Wincklerstraße durch einen zweiten Eingangsrisaliten, ebenfalls mit segmentbogig vorstehendem Erker, untergliedert. LfD/1998 | 09296120 |